# Präsidentschaftswahl in den Vereinigten Staaten 2012
Die 57. Wahl des Präsidenten der Vereinigten Staaten von Amerika fand am 6. November 2012 statt, als die Wahlmänner des Electoral College bestimmt wurden. Diese haben dann mit ihrer Stimmabgabe am 17. Dezember 2012 Barack Obama im Amt des Präsidenten und Joe Biden im Amt des Vizepräsidenten wiedergewählt.
Am 6. November 2012 fanden auch die Wahlen zum US-Kongress, elf Gouverneurswahlen und Wahlen von Parlamenten in zahlreichen Bundesstaaten sowie ein Status-Referendum in Puerto Rico statt.

## Ausgangslage

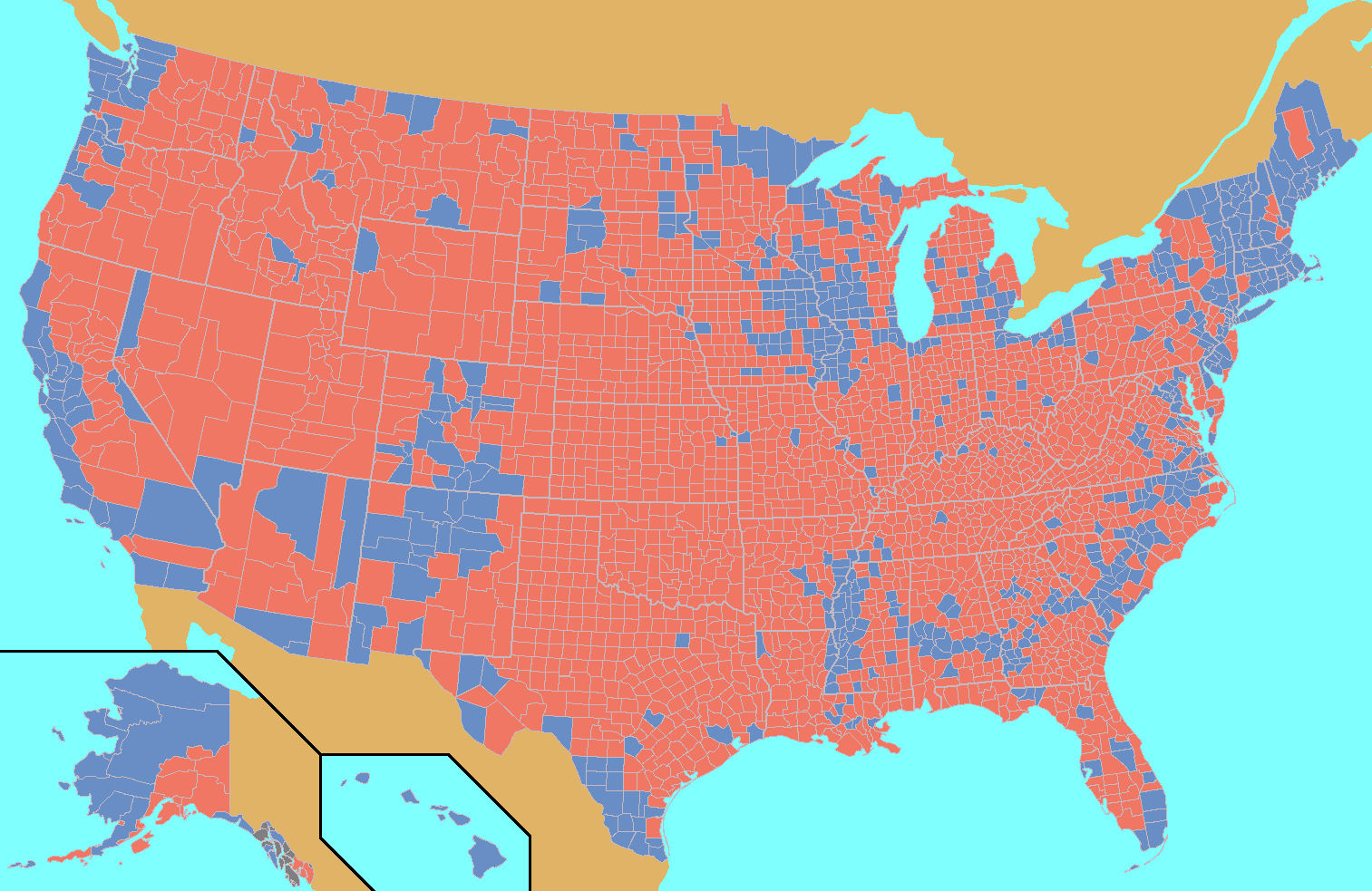
Ergebnisse der Präsidentschaftswahl 2012 nach einzelnen Countys:
Mehrheit für Obama
Mehrheit für Romney

### Ereignisse seit der vorangegangenen Wahl
Bei der Präsidentschaftswahl 2008 hatte der Demokrat Barack Obama den Republikaner John McCain mit etwa 53 % zu 46 % besiegt, während die Demokraten mit Zugewinnen in beiden Kammern des Kongresses ihre Mehrheit verteidigen konnten. Das vorherrschende Thema der Präsidentschaftswahl war ein Verlangen der US-amerikanischen Wählerschaft nach Wandel ("change") in Washington, D.C. sowie einer generellen Reform der Politik unter der Präsidentschaft von George W. Bush. Wirtschaftliche Themen spielten ebenfalls eine große Rolle, insbesondere in den letzten Monaten vor der Wahl nach Ausbruch der Finanz- und Wirtschaftskrise und dem Zusammenbruch der US-amerikanischen Großbank Lehman Brothers im September 2008.
Während seiner Amtszeit unterzeichnete Präsident Obama zwei Gesetzesvorlagen zur Unterstützung der amerikanischen Wirtschaft, den American Recovery and Reinvestment Act im Februar 2009 sowie den Tax Relief, Unemployment Insurance Reauthorization, and Job Creation Act of 2010 im Dezember 2010.
Nebstdem unterzeichnete Obama als Kernstück seiner ersten Amtszeit den Patient Protection and Affordable Care Act (23. März 2010) sowie den Dodd–Frank Wall Street Reform and Consumer Protection Act (21. Juli 2010) und den Don’t Ask, Don’t Tell Repeal Act of 2010 (22. Dezember 2010). Obama verhandelte und unterzeichnete den New-START-Vertrag mit Russland, einen Vertrag zur Abrüstung von Nuklearwaffen.
Obama leitete den Abzug der US-Truppen aus dem Irak ein, verstärkte die US-Truppen in Afghanistan und vollstreckte die No-Fly-Zone über Libyen, die von der UNO beschlossen wurde.
Am 1. Mai 2011 gab Obama den Befehl zur Militäroperation Neptune’s Spear gegen den mutmaßlichen Drahtzieher der Terroranschläge am 11. September 2001, Osama bin Laden, welcher im Zuge der Operation in Abbottabad (Pakistan) getötet und danach von US-Marinepersonal im Indischen Ozean bestattet wurde.
Bei den Zwischenwahlen zum US-Kongress im November 2010 konnten die oppositionellen Republikaner deutliche Zugewinne erzielen und die Mehrheit im US-Repräsentantenhaus gewinnen. Der US-Senat verblieb weiterhin knapp unter Kontrolle der Demokraten. Kandidaten und Wähler fokussierten sich auf die zunehmend instabilere US-Wirtschaft und die damit verbundenen Rekord-Budgetdefizite sowie generell auf die unpopuläre Wirtschaftspolitik und Gesundheitsreform des US-Präsidenten Obama und seiner Demokraten im Kongress. Die fiskalpolitisch und libertär ausgerichtete Tea-Party-Bewegung wurde zu einer bestimmenden Kraft bei der Mobilisierung republikanischer Wähler.
Umfragen im Jahr 2011 ergaben, dass die US-amerikanischen Wähler weiterhin von der Arbeit der US-Regierung sowie des US-Kongresses frustriert waren. Auch die Umfragewerte der Republikaner und der Tea-Party-Bewegung erodierten. Insbesondere glaubte eine Mehrheit der Amerikaner, dass Präsident Obama nicht in der Lage sei, einen funktionierenden Plan zur Schaffung von Arbeitsplätzen vorzulegen, während sie dem US-Kongress noch weniger Vertrauen schenkten. Die Debatte über die Anhebung der US-Schuldengrenze im Sommer/Herbst 2011 trug ebenso zur Verschlechterung der Umfragewerte der Republikaner, der Tea-Party-Bewegung und von Obama selbst bei.
Im Mai 2012 sprach sich Obama als erster US-Präsident für die bundesweite Legalisierung der gleichgeschlechtlichen Ehe aus.
Im Juni 2012 kündigte er an, über ein Executive Privilege Kindern von illegalen Immigranten ein Bleiberecht von 2 Jahren zu ermöglichen, sofern diese zum Zeitpunkt der Einwanderung nicht älter als 16 Jahre waren bzw. zum gegenwärtigen Zeitpunkt nicht älter als 30 und einen Highschool-Abschluss besitzen oder Militärdienst absolviert haben. Damit setzt er einen Teil des Dream Act durch.

### Änderungen im Electoral College

Verteilung der Wahlmänner nach Bundesstaaten, orange markierte Staaten haben im Vergleich zu 2008 Wahlmänner verloren, blaue haben Wahlmänner hinzugewonnen. Bei grau hinterlegten Staaten gab es keine Änderung.

Durch den United States Census 2010, eine Volkszählung, die im April 2010 stattfand, hatte sich die Verteilung der Wahlmänner zwischen den Staaten im Electoral College verändert. Zehn Staaten, vorwiegend im Nordosten, verloren insgesamt zwölf Wahlmänner; acht Staaten im Süden und Westen gewannen diese hinzu.
Acht Bundesstaaten, die 2008 von Obama gewonnen wurden, verloren insgesamt zehn Wahlmänner, während drei Bundesstaaten vier Wahlmänner hinzugewannen.
Von den Staaten, die 2008 an John McCain gingen, gewannen fünf Bundesstaaten insgesamt acht Wahlmänner hinzu, während zwei Bundesstaaten jeweils einen Wahlmann verloren. Dies führte dazu, dass die „Obama-Staaten“ insgesamt sechs Wahlmännerstimmen an die „McCain-Staaten“ abgaben.
Konnte Obama 2008 die Wahlen noch mit 365:173 Wahlmännerstimmen gewinnen, wären es 2012 mit denselben Bundesstaaten nur noch 359:179 Wahlmännerstimmen für Obama gewesen.
Staaten, die 2008 von Barack Obama gewonnen wurden:
- Florida – zwei Wahlmänner mehr
- Illinois – ein Wahlmann weniger
- Iowa – ein Wahlmann weniger
- Massachusetts – ein Wahlmann weniger
- Michigan – ein Wahlmann weniger
- Nevada – ein Wahlmann mehr
- New Jersey – ein Wahlmann weniger
- New York – zwei Wahlmänner weniger
- Ohio – zwei Wahlmänner weniger
- Pennsylvania – ein Wahlmann weniger
- Washington – ein Wahlmann mehr

Staaten, die 2008 von John McCain gewonnen wurden:
- Arizona – ein Wahlmann mehr
- Georgia – ein Wahlmann mehr
- Louisiana – ein Wahlmann weniger
- Missouri – ein Wahlmann weniger
- South Carolina – ein Wahlmann mehr
- Texas – vier Wahlmänner mehr
- Utah – ein Wahlmann mehr

## Kandidaten
Gemäß der Verfassung müssen Kandidaten für das Amt des Präsidenten Natural Born Citizen sein, mindestens 35 Jahre alt sein und seit mindestens 14 Jahren im Land leben.
Eine Reihe Parteien hatte einen eigenen Kandidaten nominiert. Dies geschah auf Nominierungsparteitagen, bei denen aus den parteiinternen Bewerbern ein Kandidat gewählt wurde. Für die Auswahl der Parteitagsdelegierten hatten die beiden großen Parteien allgemeine Vorwahlen abgehalten, in denen die Bürger ihre Unterstützung für einen Bewerber zum Ausdruck bringen konnten. Zudem gab es eine Reihe von unabhängigen Kandidaten.
Da es sich bei der Wahl um 51 Einzelwahlen handelte, die parallel stattfanden, gab es auch kein gleichförmiges Wahlrecht. Jeder Staat bestimmte, welche Voraussetzungen erfüllt sein müssen, um als Kandidat auf dem Stimmzettel genannt zu werden. In vielen Bundesstaaten gab es zudem sogenannte „Write-in“-Kandidaten. Diese waren nicht auf dem Wahlzettel vertreten, aber es gab ein leeres Feld, in das man den Namen eines solchen Kandidaten hineinschreiben konnte.
Insgesamt 20 Parteien hatten Kandidaten aufgestellt. Jedoch standen nur fünf Parteien in genügend Bundesstaaten auf dem Wahlzettel bzw. konnten dort als Write-In eingetragen werden, um die benötigte Mehrheit der 270 Wahlmännerstimmen zu erlangen. Allerdings hatten nur vier von diesen einen Kandidaten nominiert. Americans Elect hatte zwar Zugang zu Stimmzetteln in Staaten mit insgesamt 286 Wahlmännern, nominierte aber keinen Kandidaten.
Kein unabhängiger Kandidat konnte theoretisch die Mehrheit der Wahlmännerstimmen gewinnen. Unter den zahlreichen unabhängigen Kandidaten gab es nur neun, die in mindestens einem Bundesstaat auf dem Wahlzettel standen.
Damit gab es nur sechs Kandidaten, die rein rechnerisch genügend Wahlmännerstimmen hätten erreichen können, um Präsident zu werden.
Es sind:
|  | Partei                 | Bild            | Präsidentschafts- kandidat | Amt bzw. Tätigkeit                                        | Vizepräsidentschafts- kandidat | Mögliche Wahlmännerstimmen |
|  | ---------------------- | --------------- | -------------------------- | --------------------------------------------------------- | ------------------------------ | -------------------------- |
|  | Demokratische Partei   | Barack Obama    | Barack Obama               | Präsident aus Illinois                                    | Joe Biden                      | 538                        |
|  | Republikanische Partei | Mitt Romney     | Mitt Romney                | ehemaliger Gouverneur von Massachusetts                   | Paul Ryan                      | 538                        |
|  | Libertarian Party      | Gary E. Johnson | Gary E. Johnson            | ehemaliger Gouverneur von New Mexico                      | James P. Gray                  | 515 (plus 16 Write-In)     |
|  | Green Party            | Jill Stein      | Jill Stein                 | Ärztin aus Massachusetts                                  | Cheri Honkala                  | 447 (plus 11 Write-In)     |
|  | Constitution Party     | Virgil Goode    | Virgil Goode               | ehemaliges Mitglied des Repräsentantenhauses aus Virginia | Jim Clymer                     | 257 (plus 133 Write-In)    |
|  | Justice Party          | Rocky Anderson  | Rocky Anderson             | ehemaliger Bürgermeister von Salt Lake City in Utah       | Luis J. Rodriguez              | 145 (plus 160 Write-In)    |

Obama und Romney waren die einzigen Kandidaten, die in allen Staaten sowie dem District of Columbia antraten.

## Vorwahlen
Alle Parteien veranstalteten Parteitage, um ihre Kandidaten zu bestimmen. Bei den großen Parteien fanden hierzu im Frühjahr 2012 Vorwahlen statt, bei denen die einzelnen Staaten ihre Delegierten für den Parteitag auswählten. Bewerber um die Präsidentschaftskandidatur stellten Kandidaten auf, die dann an sie gebunden waren. Hierdurch entschieden die Vorwahlen, wer für die jeweilige Partei antrat. Im Gegensatz zur allgemeinen Wahl im November hatten auch die Außengebiete der Vereinigten Staaten ein Stimmrecht, da sie auch Delegierte bei den Parteitagen stellten.

### Republikanische Partei
Folgende Personen bekundeten ihre Kandidatur für die Republikanische Partei öffentlich (in Klammern die Daten, wann sich die Kandidaten wieder aus dem Rennen zurückzogen):
- Mitt Romney, ehemaliger Gouverneur von Massachusetts
- Ron Paul, Abgeordneter zum US-Repräsentantenhaus aus Texas – (14. Mai 2012[3])
- Newt Gingrich, ehemaliger Sprecher des Repräsentantenhauses der Vereinigten Staaten aus Georgia – (25. April 2012[4])
- Rick Santorum, ehemaliger US-Senator aus Pennsylvania – (10. April 2012[5])
- Buddy Roemer, ehemaliger Gouverneur von Louisiana – (23. Februar 2012[6])
- Rick Perry, Gouverneur von Texas – (19. Januar 2012[7])
- Jon Huntsman, ehemaliger Gouverneur von Utah, ehemaliger US-Botschafter in China – (16. Januar 2012[8])
- Michele Bachmann, Abgeordnete im US-Repräsentantenhaus aus Minnesota, Anhängerin der Tea-Party-Bewegung – (4. Januar 2012[9])
- Gary E. Johnson, ehemaliger Gouverneur von New Mexico – (21. Dezember 2011[10])
- Herman Cain, Geschäftsmann und Radio-Talk-Show-Moderator aus Georgia – (3. Dezember 2011[11])
- Thaddeus McCotter, Abgeordneter im US-Repräsentantenhaus aus Michigan – (22. September 2011[12])
- Tim Pawlenty, ehemaliger Gouverneur von Minnesota – (14. August 2011[13])

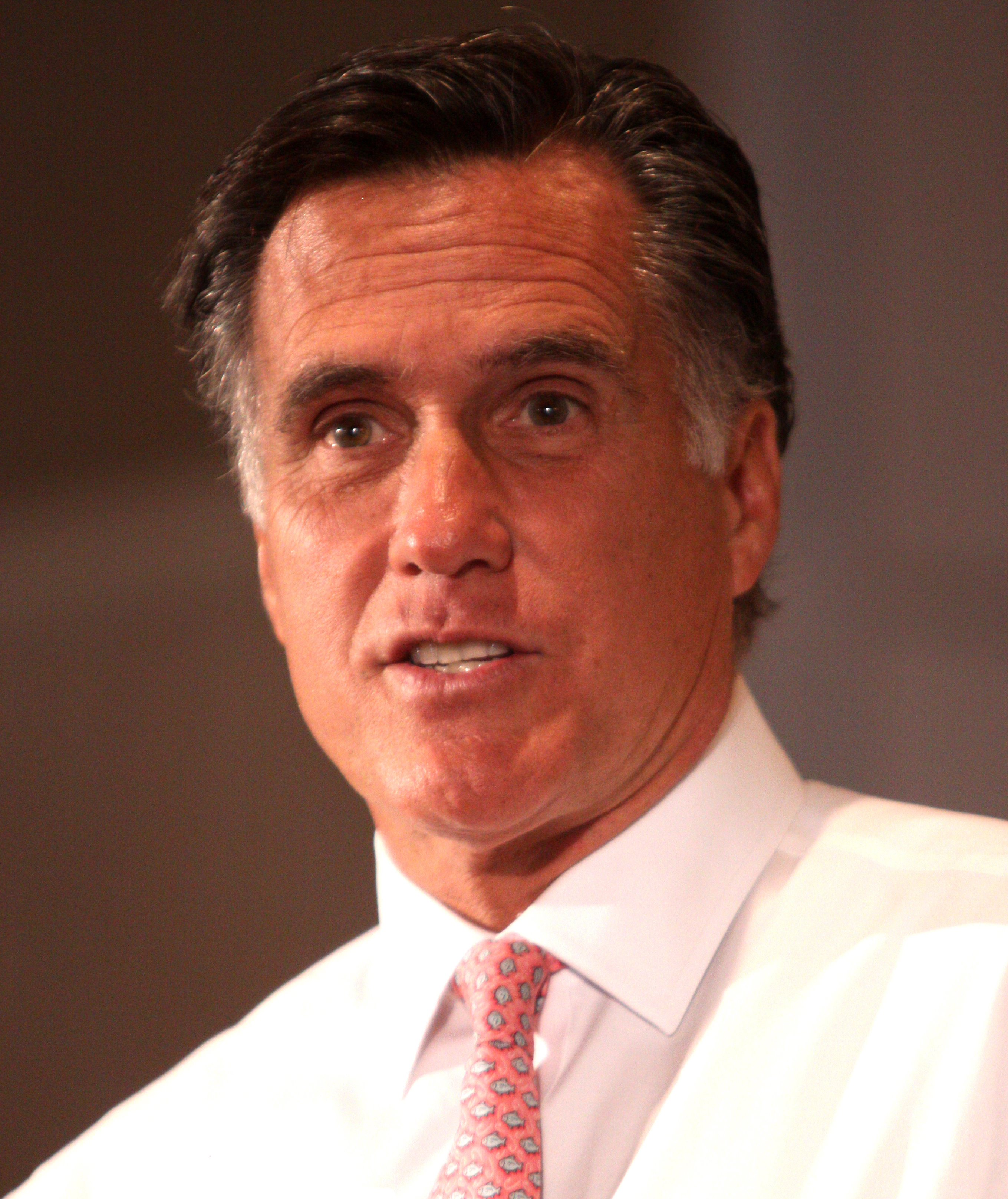
Mitt Romney
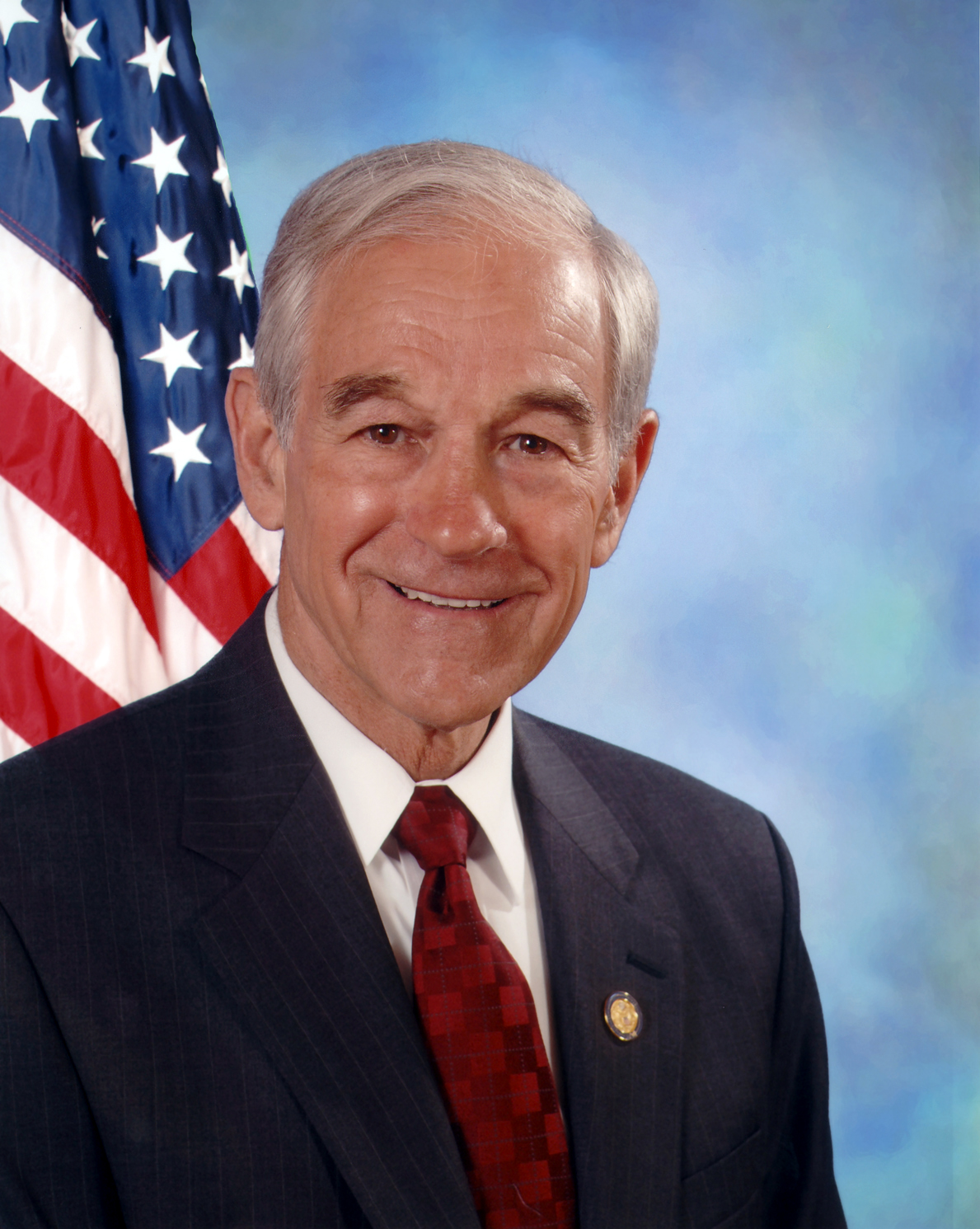
Ron Paul
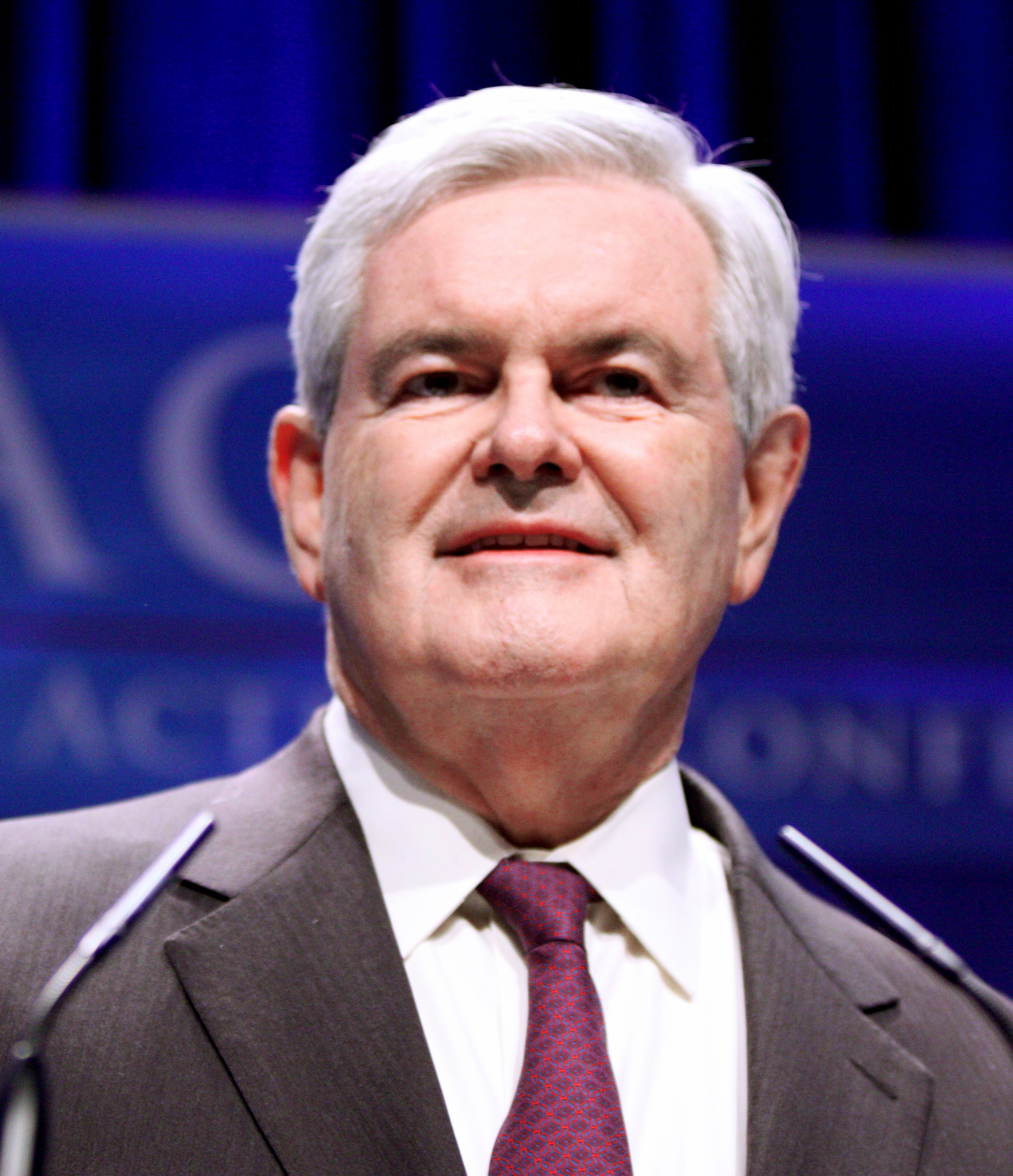
Newt Gingrich
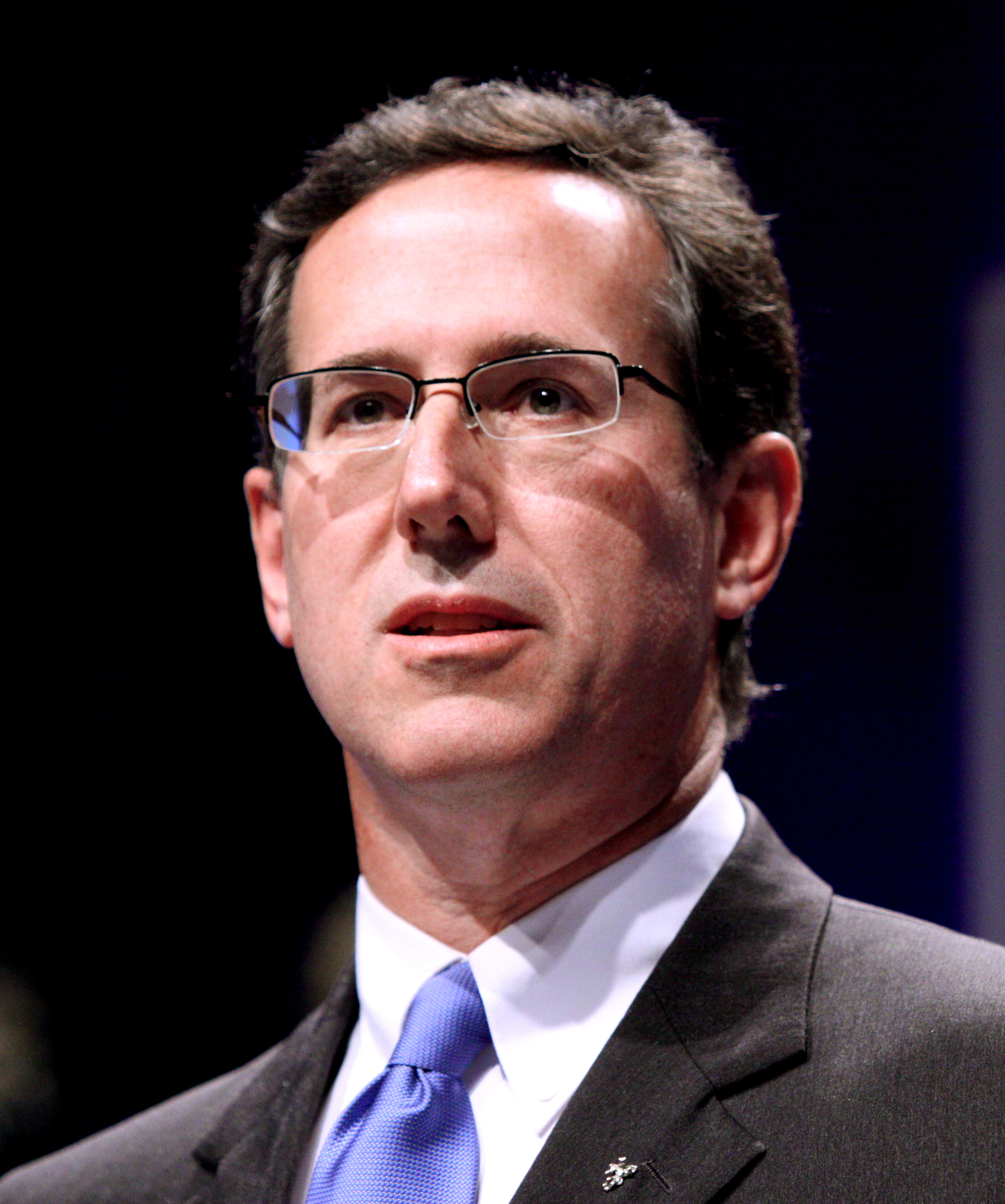
Rick Santorum
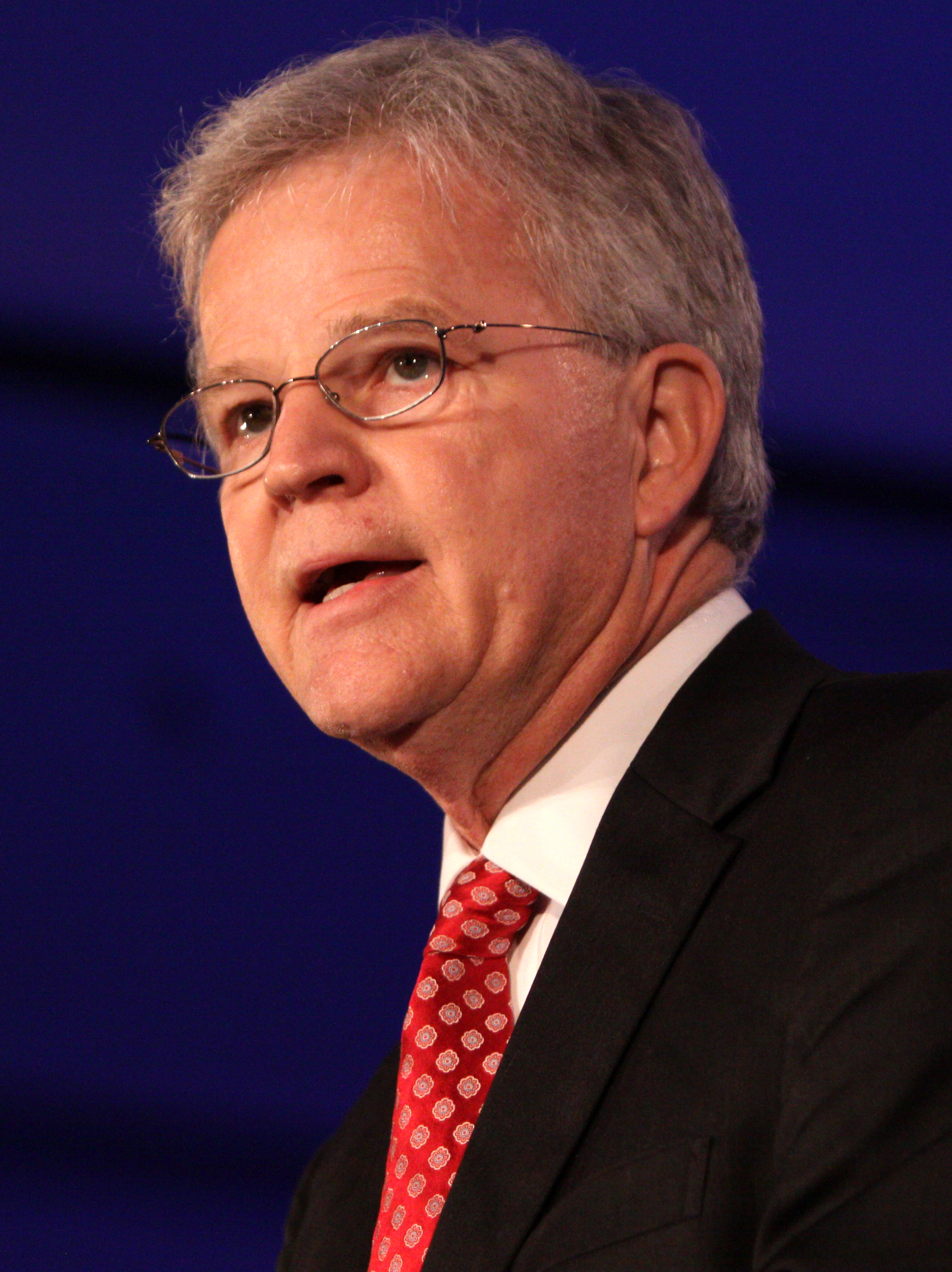
Buddy Roemer
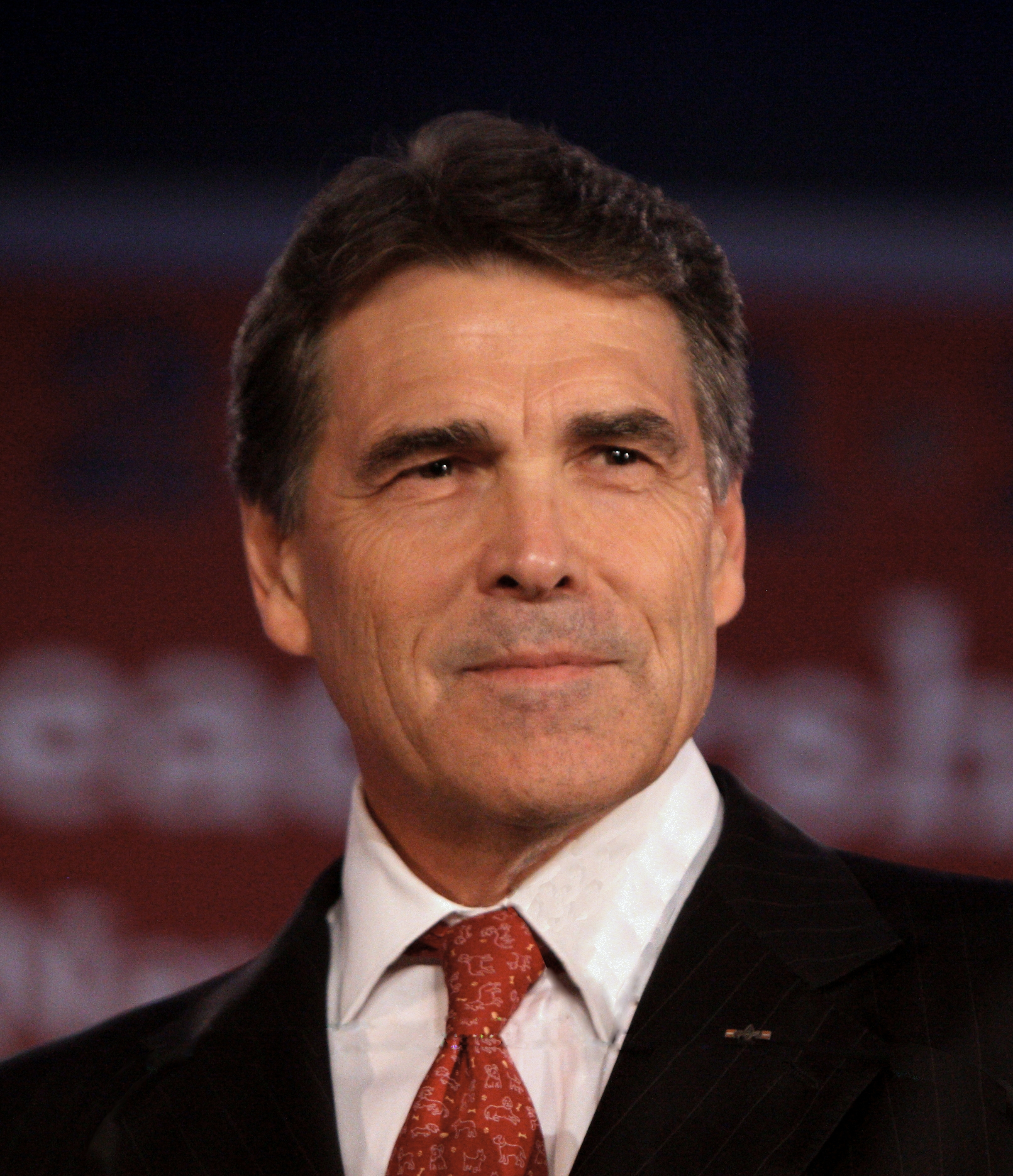
Rick Perry
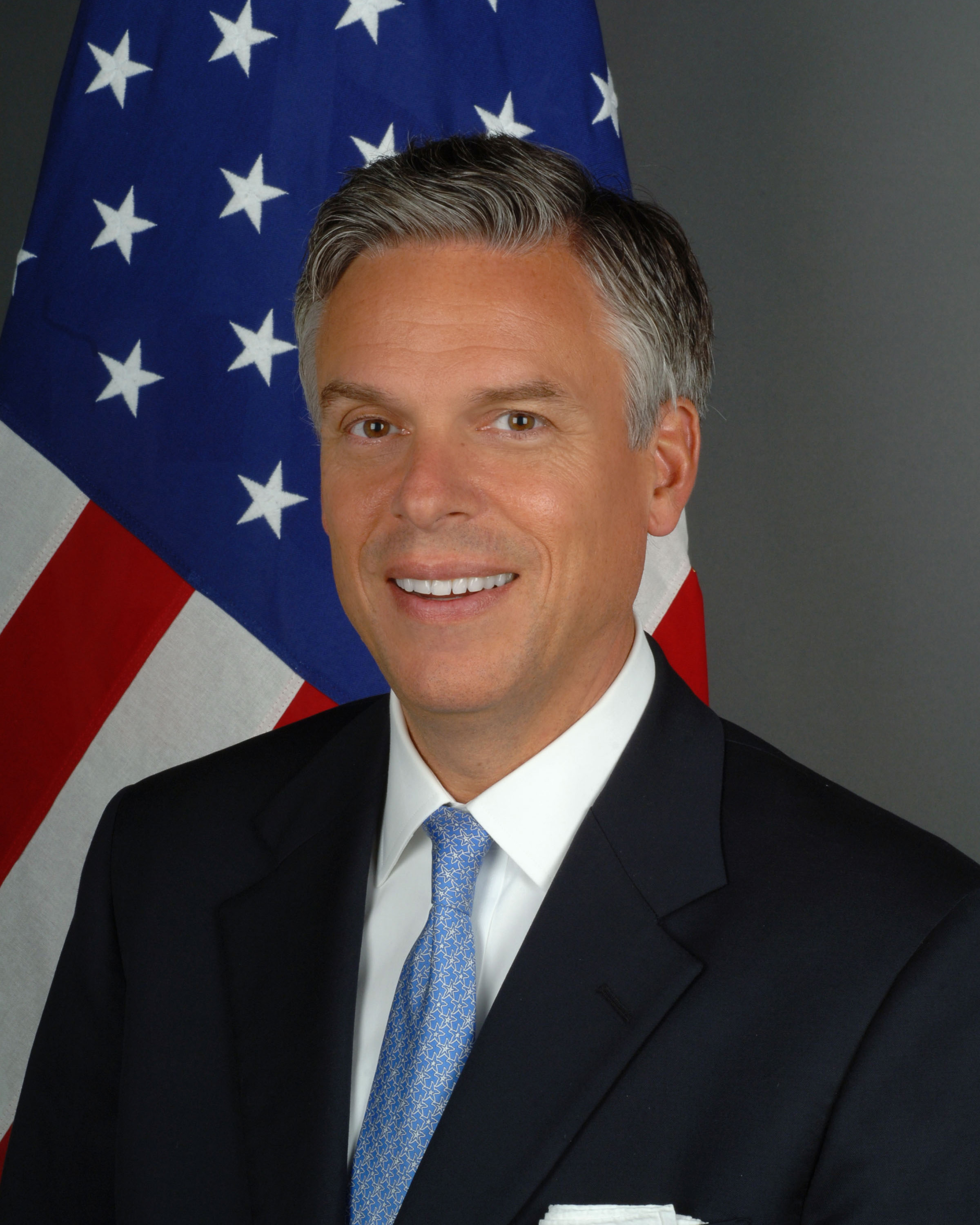
Jon Huntsman
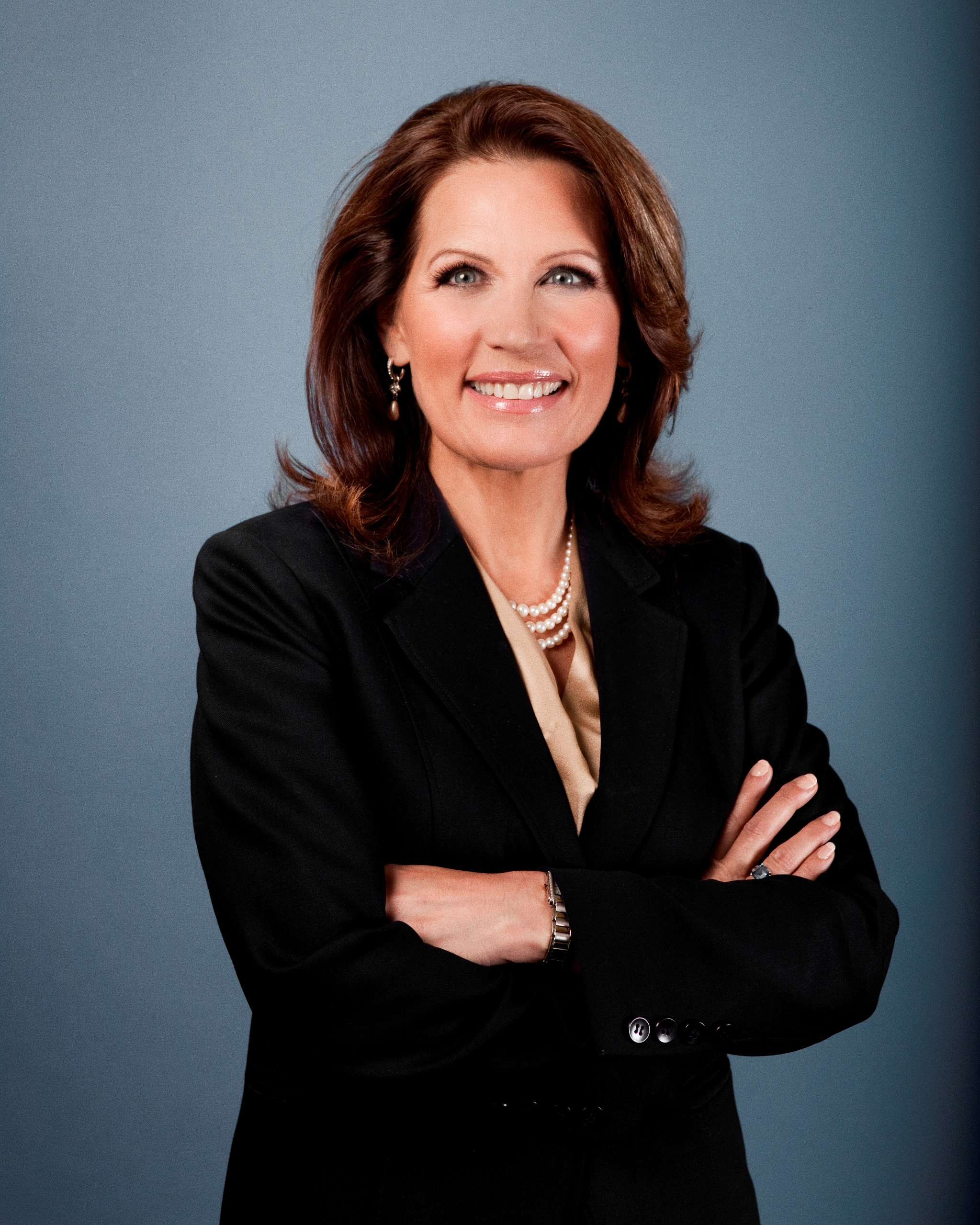
Michele Bachmann
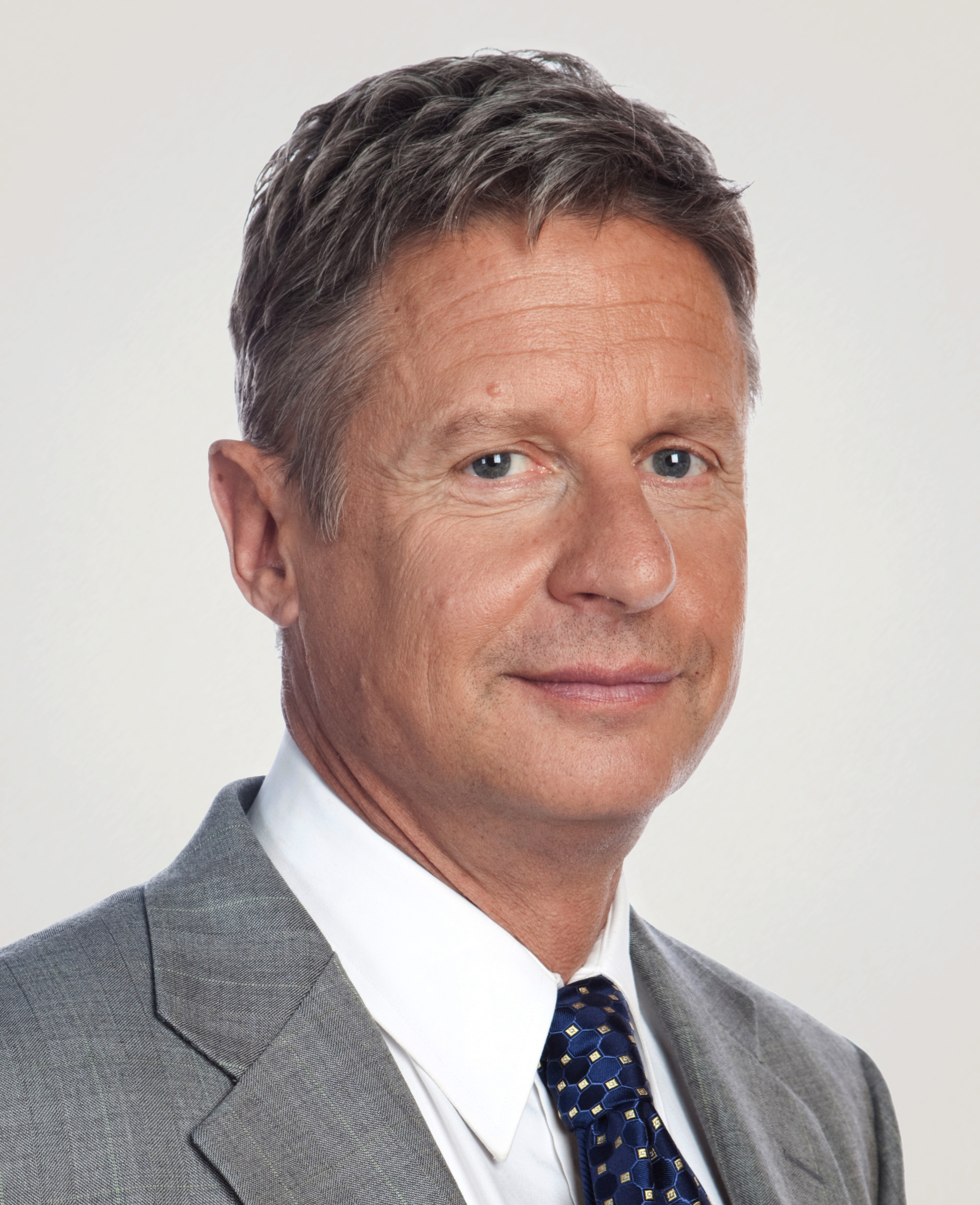
Gary Johnson
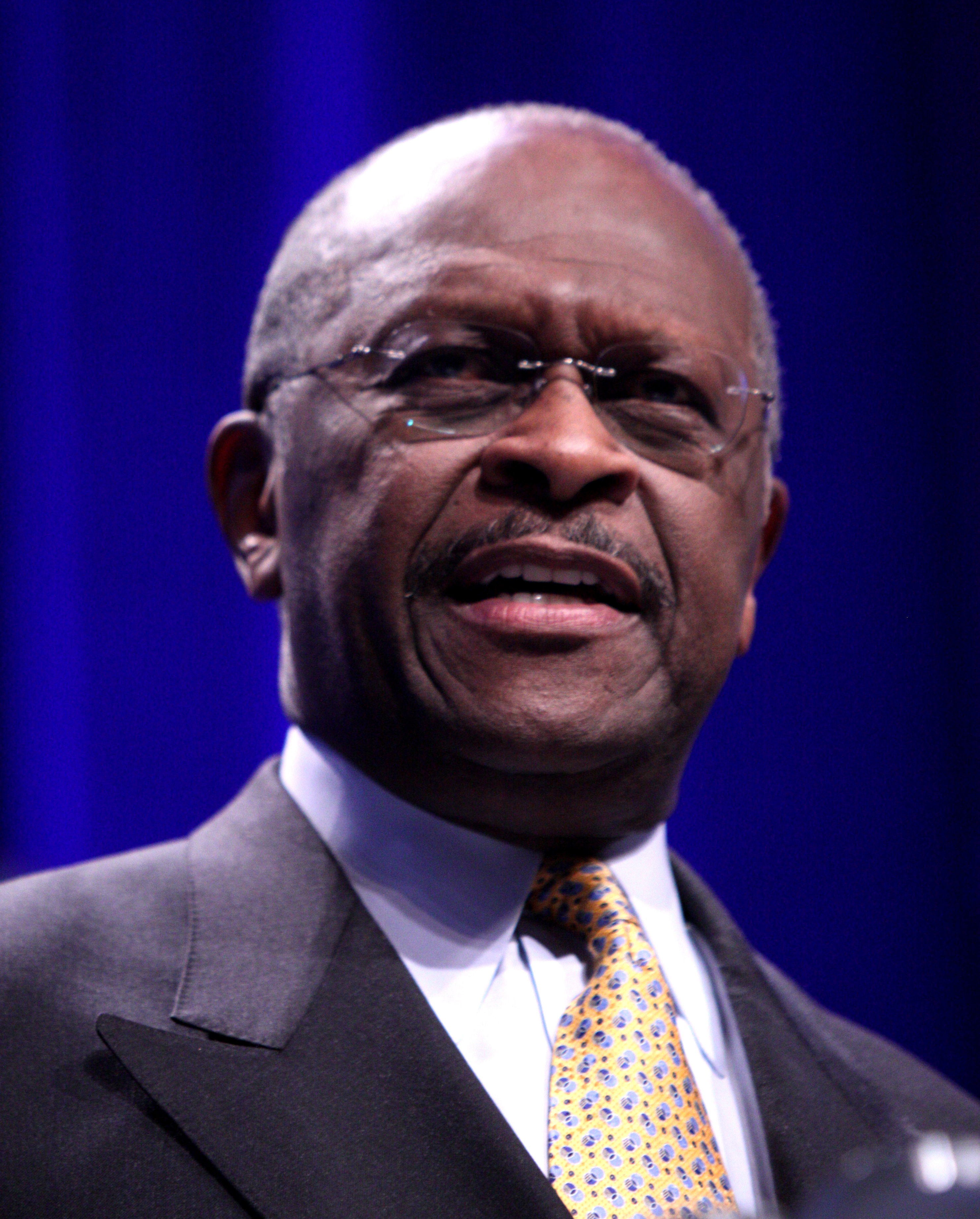
Herman Cain
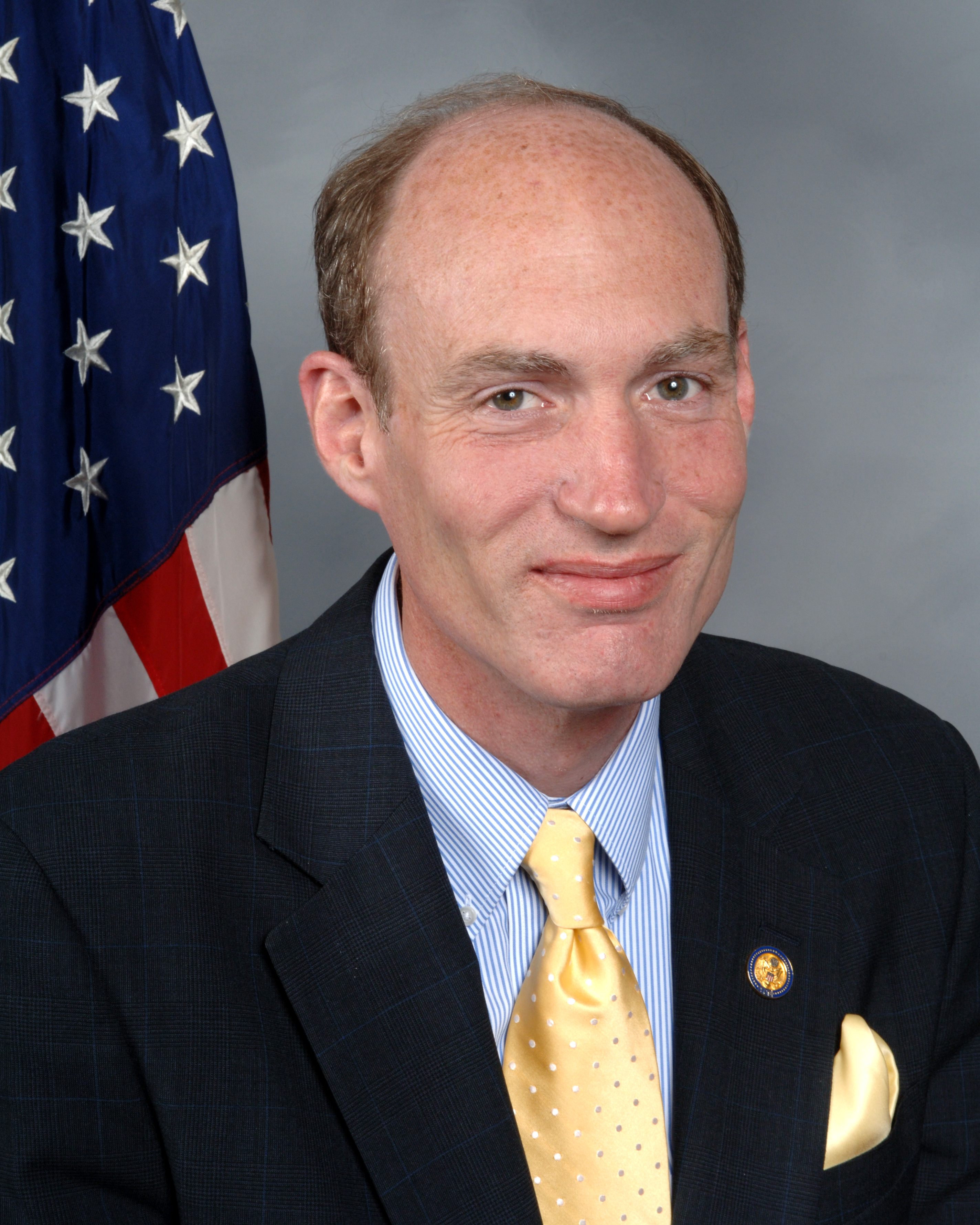
Thaddeus McCotter
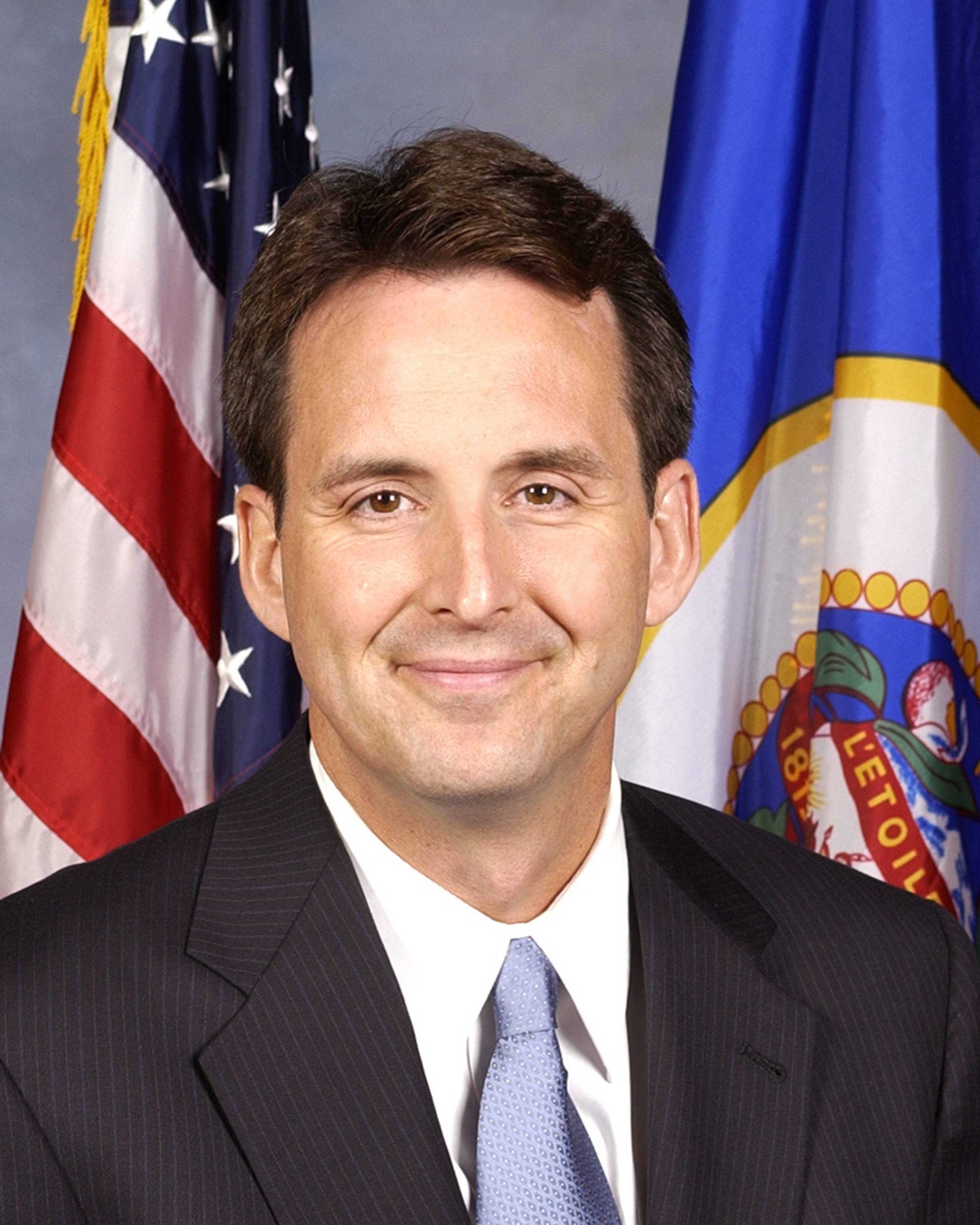
Tim Pawlenty

Romney wurde auf dem Republican National Convention vom 27. bis 30. August 2012 in Tampa (Florida) offiziell zum Präsidentschaftskandidaten gekürt. 2061 der 2286 Delegierten sprachen sich für ihn aus. Auf Basis einer CNN-Berechnung verfügte Romney seit dem 29. Mai 2012 über eine Mehrheit bei den Delegiertenstimmen. Zusammen mit Romney wurde Paul Ryan als Vizepräsidentschaftskandidat nominiert.
Die nachfolgende Tabelle zeigt die Verteilung der Delegiertenstimmen vor dem Parteitag.

Sieger in den republikanischen primaries:
Mitt Romney
Newt Gingrich
Rick Santorum
Ron Paul

| Delegierte – Zusammenfassung | Delegierte – Zusammenfassung | Delegierte – Zusammenfassung     | Delegierte – Zusammenfassung |
| Kandidat                     | Gewählte Delegierte (1.871)  | Unverpflichtete Delegierte (415) | Gesamt (2.286)               |
| ---------------------------- | ---------------------------- | -------------------------------- | ---------------------------- |
| Mitt Romney                  | 1.400                        | 145                              | 1.545                        |
| Rick Santorum                | 234                          | 14                               | 248                          |
| Ron Paul                     | 72                           | 101                              | 173                          |
| Newt Gingrich                | 137                          | 5                                | 142                          |
| Michele Bachmann             | 1                            | 0                                | 1                            |
| Uncommitted                  | 24                           | 6                                | 30                           |
| Unbekannt                    | 3                            | 144                              | 147                          |
| Gewinner benötigt 1.144      |                              |                                  |                              |

#### Reaktionen
Der Super Tuesday wurde in Deutschland aufmerksam rezipiert. Man nahm überrascht zur Kenntnis, dass immer noch mehr als zwei Bewerber im Rennen sind. Der Spiegel analysierte die Situation so:

„Wer wissen will, warum Dauerfavorit Mitt Romney nicht längst die Nominierung seiner Partei sicher hat, muss nur die Gegenstimmen in jenen sechs Staaten zusammenzählen, die der Ex-Gouverneur von Massachusetts am Super Tuesday gewonnen hat.
In Ohio kommen alle Romney-Rivalen zusammen auf 58 Prozent, in Vermont auf 57 und in Alaska auf 67. Allein in Idaho und seinem Heimatstaat Massachusetts schafft es Romney über die 50-Prozent-Marke. In Virginia ebenfalls, aber da hatte er mit dem radikalliberalen Außenseiter Ron Paul einen denkbar schwachen Gegner – und der kommt sogar noch auf 40 Prozent.
Romney siegt, aber es sind mühsame Siege. Die Mehrheit der Partei ist nicht überzeugt, obwohl Romney der wahrscheinlichste Kandidat ist. Unklar bleibt, ob sich die Republikaner mit ihm abfinden können.“

Die New York Times schrieb zu Romneys Lage in Anspielung auf seine steifen Auftritte im Frühjahr 2012:
„Die Dinge stehen nicht gut für Mister Roboto.“ „Er ist hölzern und ungelenk. Seine Überzeugungen sind wankelmütig bis fadenscheinig. Er ist alles andere als redegewandt und leidenschaftlich. […] Man kann sich kaum einen schlechteren Kandidaten vorstellen.“

### Demokratische Partei
Folgende Personen hatten ihre Kandidatur für die Demokratische Partei öffentlich bekundet:
- Barack Obama, damals amtierender Präsident aus Illinois
- Darcy Richardson, Blogger aus Florida
- Jim Rogers, College-Professor aus Oklahoma
- Vermin Supreme, Performance-Künstler aus Massachusetts
- Randall Terry, Pro-Life-Aktivist aus West Virginia
- John Wolfe Jr., Rechtsanwalt aus Tennessee
- Keith Judd, Häftling aus West Virginia[18]

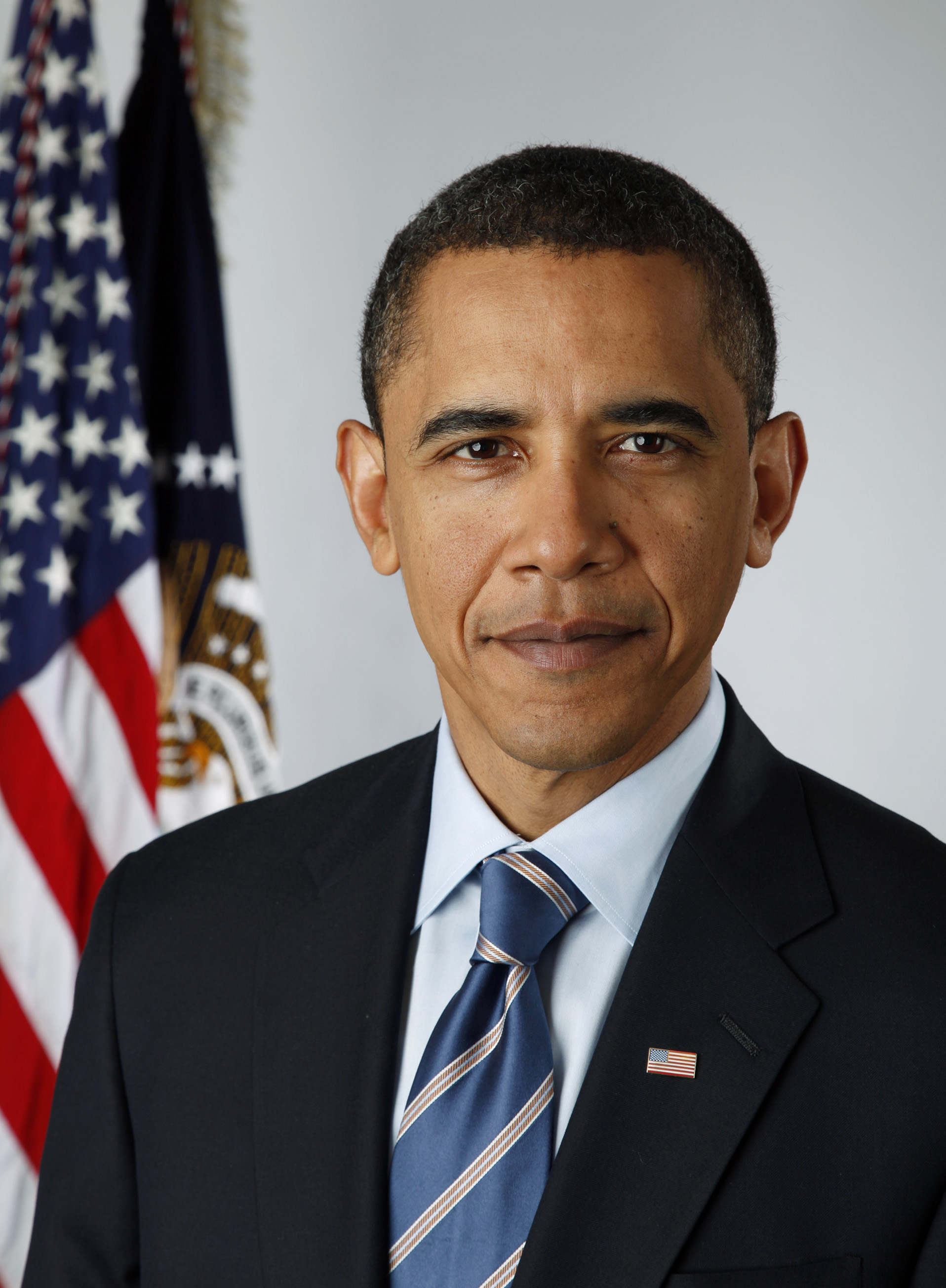
Barack Obama
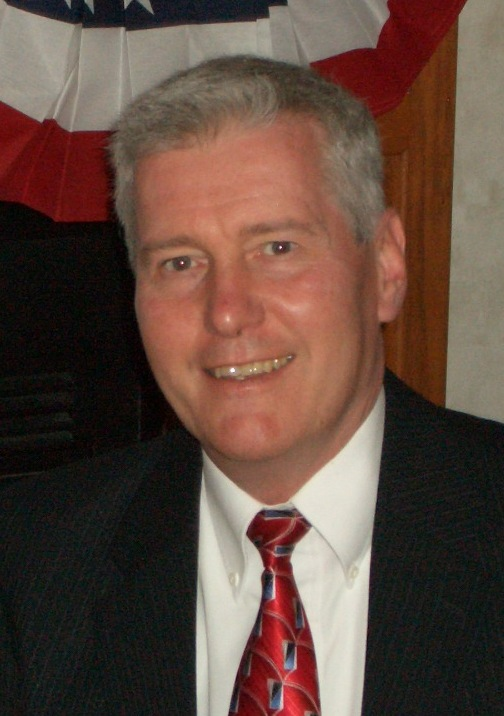
Darcy Richardson
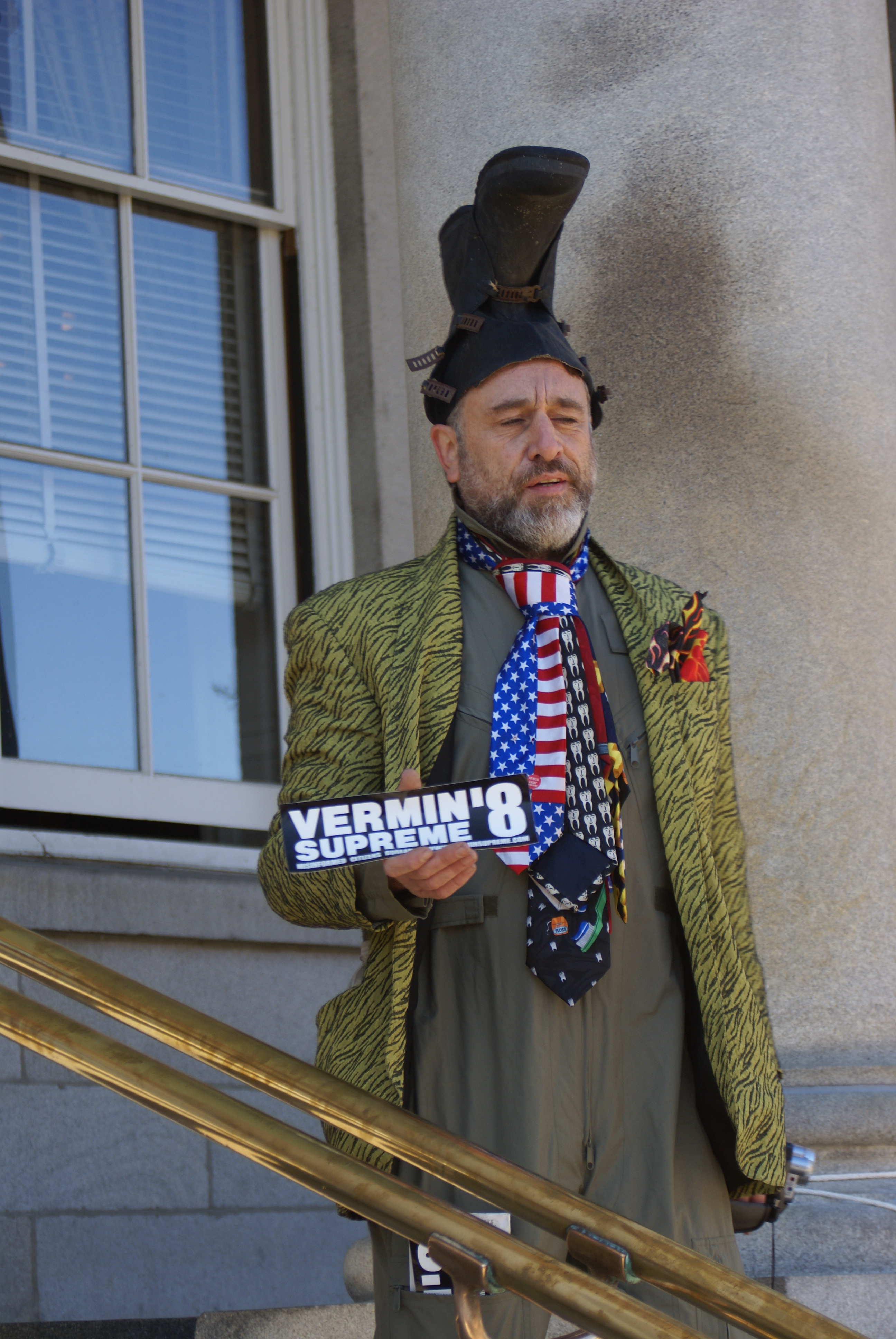
Vermin Supreme
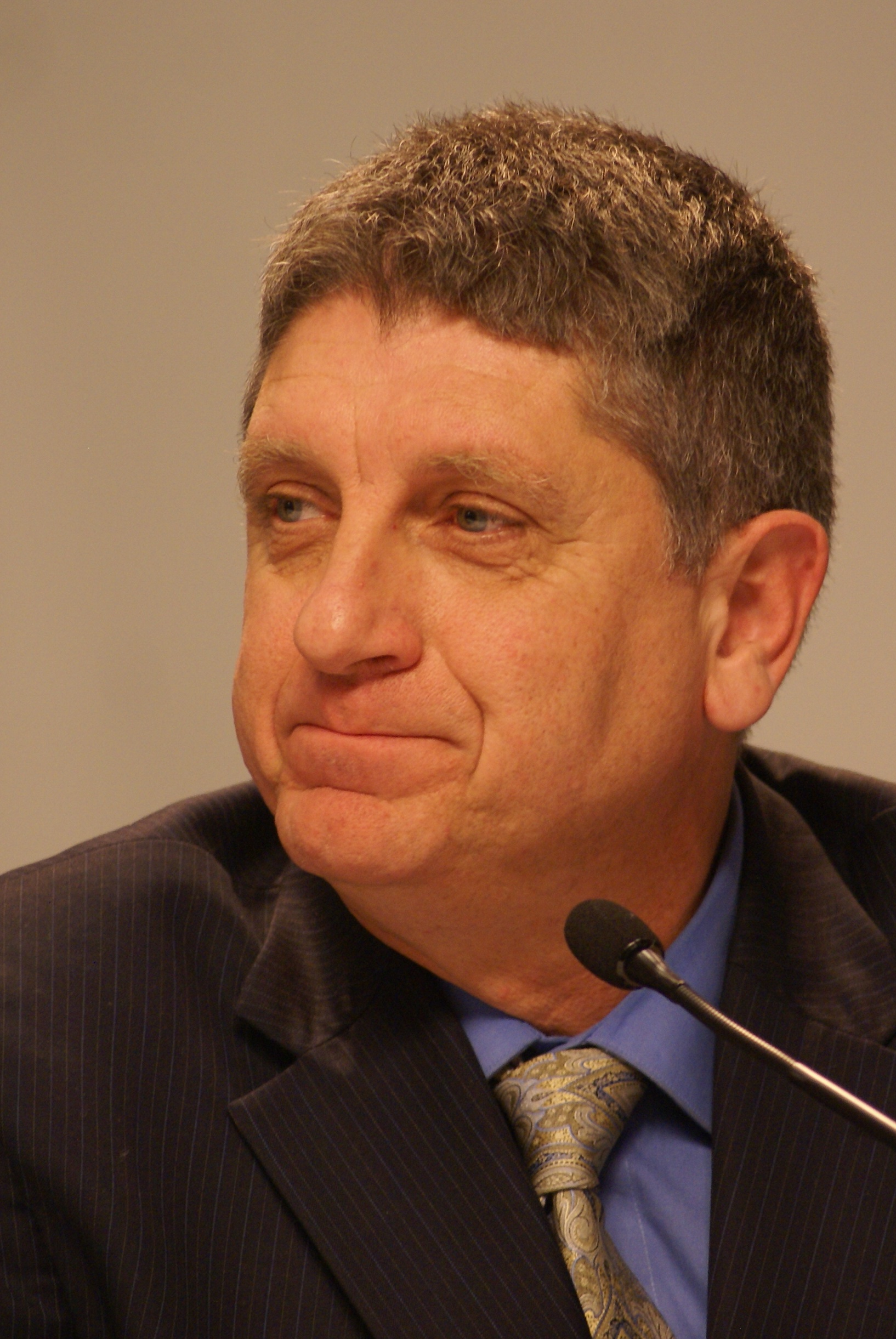
Randall Terry
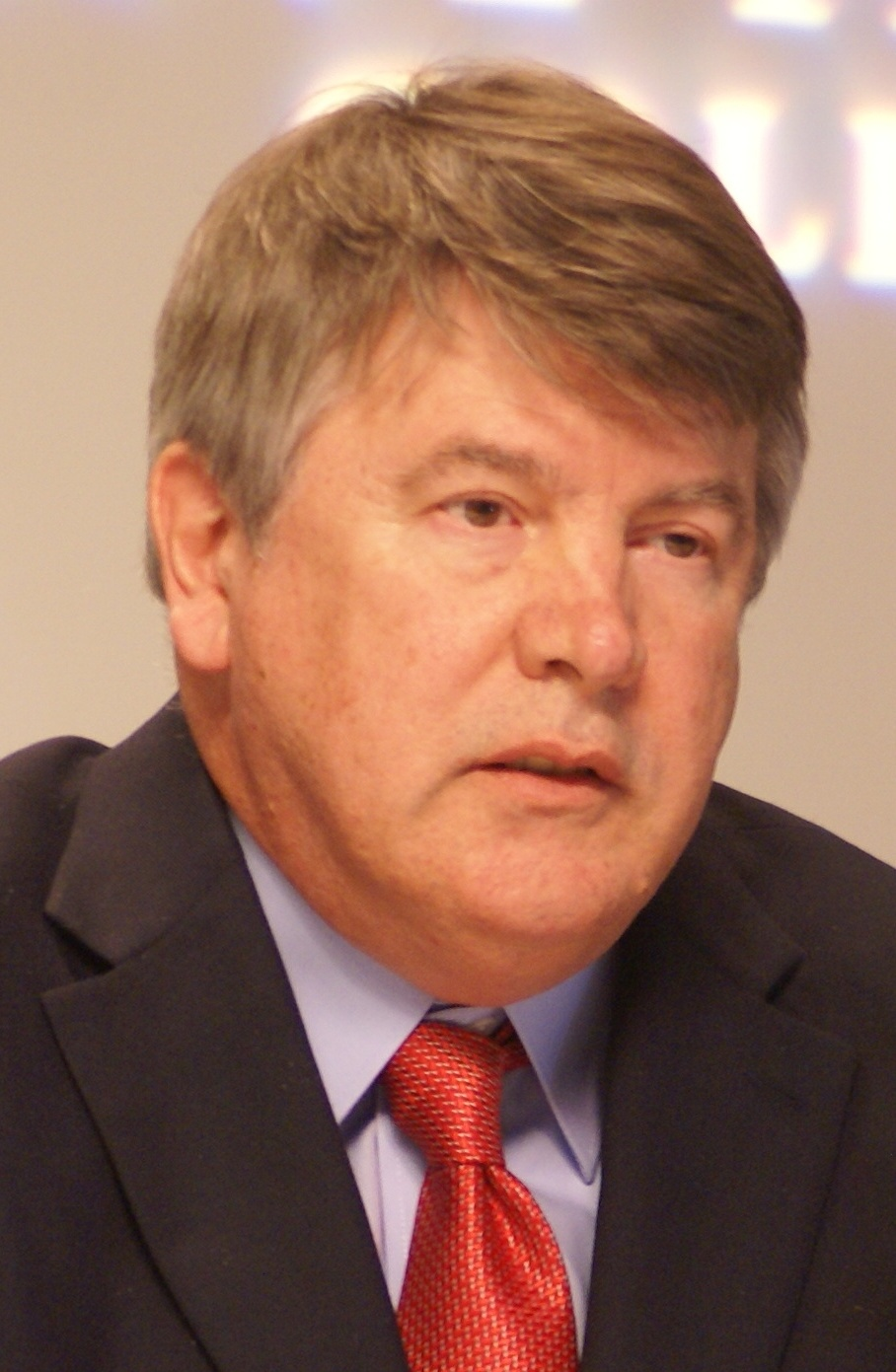
John Wolfe, Jr.

Auf Basis einer CNN-Berechnung verfügte Barack Obama seit dem 3. April 2012 über eine Mehrheit der 5.553 Delegierten zur Democratic National Convention in Charlotte, North Carolina. Anfang September 2012 wurde er auf dem Parteitag der Demokraten offiziell für die erneute Kandidatur zum Präsidenten nominiert. Auch Vizepräsident Joe Biden wurde, wie von Obama beabsichtigt, erneut zum Kandidaten für die Vizepräsidentschaft gewählt.

## Wahlkampffinanzierung
Jeder amerikanische Bürger durfte jedem Kandidaten direkt maximal 5000 Dollar während eines Präsidentschaftswahlkampfes spenden, jeweils 2500 Dollar im Vorwahlkampf und im Hauptwahlkampf. Diese Beschränkung auf Bürger und die Obergrenze der Spendensumme betraf jedoch nicht jene Spenden an ein jeweiliges Political Action Committee (PAC).

### Periode: 1. Januar 2011 bis 26. November 2012
| Kandidat         | Quelle | Anfangs-Barbestand („Cash-On-Hand“) in US-Dollar | Spendeneinnahmen in US-Dollar | Wahlkampf-Ausgaben in US-Dollar | End-Barbestand („Cash-On-Hand“) in US-Dollar | Schulden in US-Dollar |
| ---------------- | ------ | ------------------------------------------------ | ----------------------------- | ------------------------------- | -------------------------------------------- | --------------------- |
| Barack Obama – D | [ 21 ] | 2.303.397                                        | 732.741.988                   | 729.647.986                     | 5.397.399                                    | –                     |
| Mitt Romney – R  | [ 21 ] | 4.421                                            | 478.704.347                   | 465.787.140                     | 12.921.628                                   | –                     |

Mit Spenden in Höhe von 261.000 Dollar war die Bayer AG größter deutscher Förderer der Republikaner im Wahlkampf, gefolgt von der Deutschen Telekom mit 193.500 Dollar und der BASF mit 128.000 Dollar. Den Demokraten spendete Bayer 119.000 Dollar, die Telekom 149.000 Dollar.

### Einnahmen und Ausgaben nach Monaten
| Monat          | Barack Obama             | Barack Obama            | Mitt Romney              | Mitt Romney             |
| Monat          | Einnahmen (in US-Dollar) | Ausgaben (in US-Dollar) | Einnahmen (in US-Dollar) | Ausgaben (in US-Dollar) |
| -------------- | ------------------------ | ----------------------- | ------------------------ | ----------------------- |
| Januar 2012    | 11.865.906               | 17.673.789              | 6.537.996                | 18.776.493              |
| Februar 2012   | 21.312.005               | 12.590.672              | 11.958.248               | 12.362.525              |
| März 2012      | 35.080.297               | 15.657.565              | 13.062.261               | 10.275.864              |
| April 2012     | 25.705.858               | 14.644.619              | 11.723.689               | 12.572.102              |
| Mai 2012       | 39.142.855               | 44.582.172              | 23.417.840               | 15.629.510              |
| Juni 2012      | 45.912.739               | 58.094.115              | 33.044.772               | 27.538.608              |
| Juli 2012      | 49.167.908               | 58.956.970              | 40.329.413               | 32.653.870              |
| August 2012    | 84.758.860               | 83.729.126              | 86.614.016               | 66.360.985              |
| September 2012 | 126.060.870              | 115.553.581             | 77.733.238               | 65.019.625              |

## Umfragen
Mitte Oktober lagen Romney und Obama in den Umfragen etwa gleichauf. Nach dem Hurrikan Sandy lag Obama leicht vorne.
- Hauptwahl (Barack Obama vs. Mitt Romney)[26]
- Hauptwahl (Barack Obama vs. Mitt Romney – Electoral College Map)[27]
- Hauptwahl (Barack Obama vs. Mitt Romney)[28]
- Hauptwahl (Barack Obama vs. Mitt Romney)[29]
- Hauptwahl (Barack Obama vs. Mitt Romney)[30]
- Hauptwahl (Barack Obama vs. Mitt Romney)[31]
- Zustimmung bzw. Ablehnung der Politik von Präsident Obama[32]
- Beliebtheitswerte von Barack Obama & Mitt Romney[33]
- Republikanische Vorwahlen
  - Nationale Umfragen[34]
  - Umfragen zu den Bundesstaaten[35]

## Wahlen

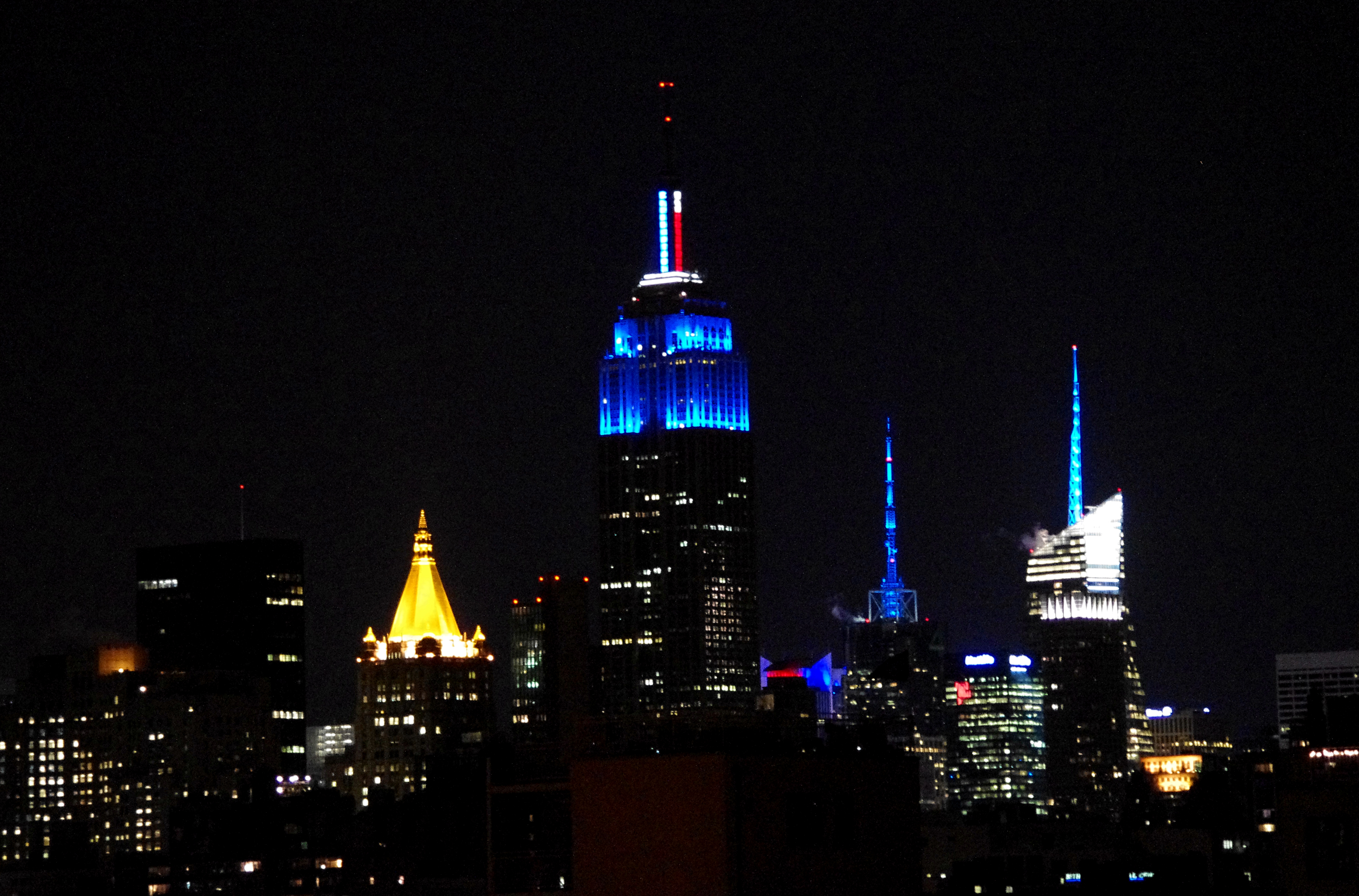
Das New Yorker Empire State Building wird in der Wahlnacht blau beleuchtet, in der Farbe der Demokratischen Partei

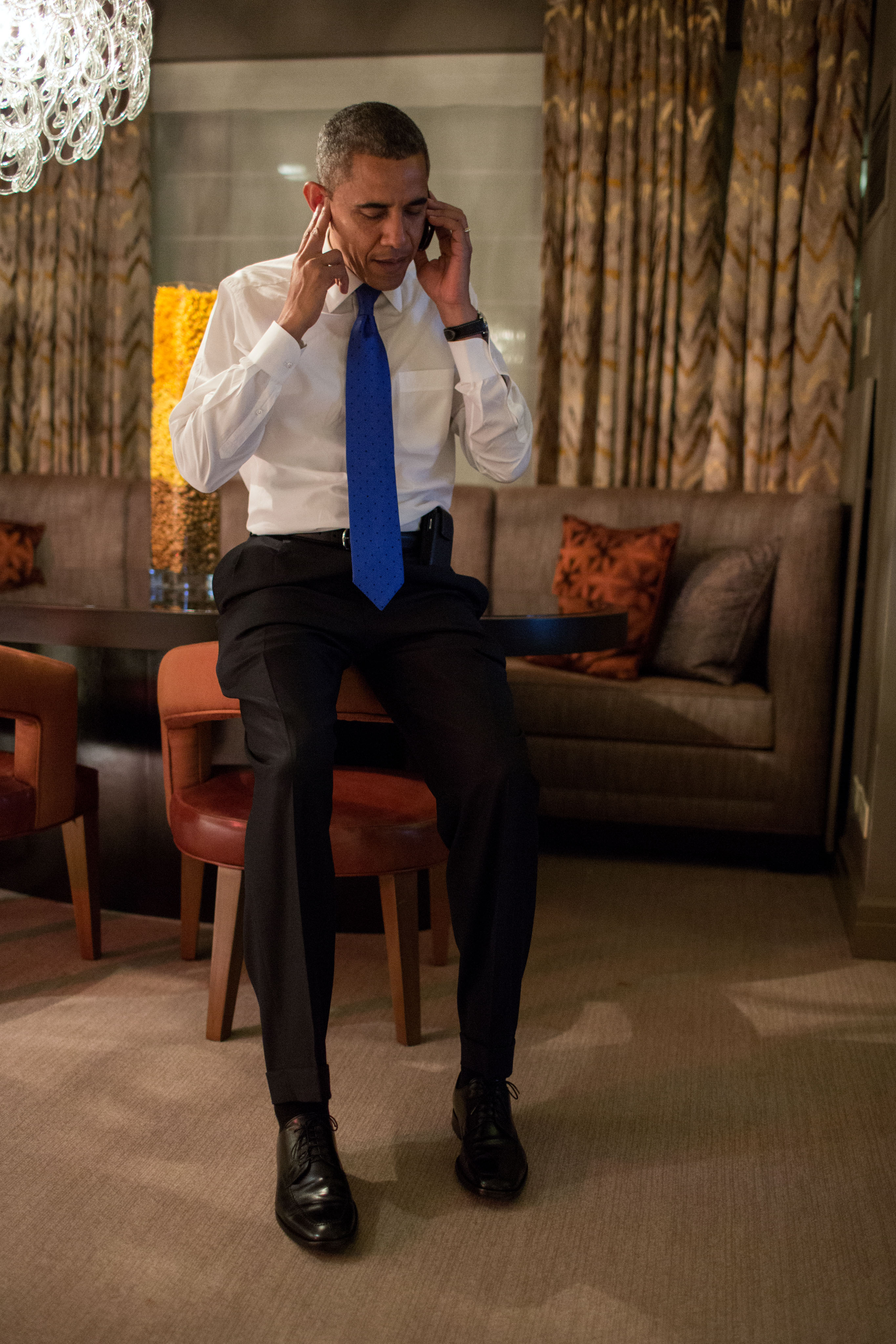
Barack Obama erhält einen Gratulationsanruf von Mitt Romney, 7. November 2012

Zum Auftakt der Wahlen am 6. November 2012 wurde bekanntgegeben, dass sich rund 146 Millionen Amerikaner als Wähler registrieren ließen. Traditionell lagen die ersten Ergebnisse aus den Ortschaften Dixville Notch und Hart’s Location, beide New Hampshire, vor. Die Wahlen werden hier direkt nach Mitternacht durchgeführt. Die Stimmabgabe endete am Mittwoch, 7. November 2012 6 Uhr MEZ.

### Ergebnis und Analyse
| Kandidat     | Partei   | Partei       | Stimmen     | Stimmen | Wahlmänner |
| Kandidat     | Partei   | Partei       | Anzahl      | Prozent | Wahlmänner |
| ------------ | -------- | ------------ | ----------- | ------- | ---------- |
| Barack Obama |          | Demokrat     | 65.910.437  | 51,1 %  | 332        |
| Mitt Romney  |          | Republikaner | 60.933.504  | 47,2 %  | 206        |
| Gary Johnson |          | Libertarian  | 1.275.971   | 1,0 %   | —          |
| Jill Stein   |          | Grüne        | 469.627     | 0,4 %   | —          |
| Virgil Goode |          | Reformpartei | 122.389     | 0,1 %   | —          |
| Sonstige     | Sonstige | Sonstige     | 368.124     | 0,3 %   | —          |
| Gesamt       | Gesamt   | Gesamt       | 129.085.410 | 100 %   | 538        |

Barack Obama hat 51,1 Prozent der abgegebenen Wählerstimmen gewonnen, während Mitt Romney nur rund 47,2 Prozent erreichte. Somit gewann Obama mit 332 gegen 206 Wahlmännerstimmen. Da in 48 der 50 Staaten die Wahlmänner automatisch an den Kandidaten mit der relativen Stimmenmehrheit gehen, konzentriert sich am Wahlabend das Medieninteresse nicht auf Staaten wie Kalifornien und New York (demokratisch) oder Texas und Oklahoma (republikanisch), obwohl sie teilweise sehr bevölkerungsreich sind und daher auch viele Wahlmännerstimmen vergeben. Swing States waren bei dieser Wahl hingegen Colorado, Florida, Nevada, New Hampshire, North Carolina, Ohio und Virginia, und außer North Carolina gingen sie an Obama, wodurch Obama bereits am späten Abend amerikanischer Zeit mit 303 Wahlmännern den Sieg sicher hatte, obwohl im größten Swing State Florida das Ergebnis erst einige Tage später feststand. Hier konnte sich Obama mit weniger als einem Prozent Vorsprung die 29 Wahlmänner des Staates sichern.
Die Wahlbeteiligung lag bei rund 59 Prozent, was einen leichten Rückgang zu 2008 darstellt. Besonders offen zutage traten die demografischen Unterschiede der jeweiligen Wählergruppen. Barack Obama erfuhr insbesondere bei Afroamerikanern und hispanischen Einwanderern (Latinos) hohen Zuspruch. Von den afroamerikanischen Wählern sprachen sich 93 Prozent für ihn aus, bei den Latinos waren es 69 Prozent. Bei den Weißen Amerikanern mit vorwiegend europäischen Wurzeln konnte sich Romney mit 59 Prozent klar durchsetzen. Besonders ausgeprägt war die Differenz des Wahlverhaltens beim Alter der jeweiligen Wähler: Während Obama vor allem bei jungen Wählern zwischen 18 und 29 Jahren überzeugte, verbuchte Romney bei Senioren über 65 Jahren eine klare Mehrheit. Hinsichtlich der Geschlechterverteilung stellte die Präsidentschaftswahl 2012 den bisher größten Unterschied zwischen Männern und Frauen in der US-Geschichte dar. Bei den Frauen erzielte Obama einen Wahlanteil von 55 Prozent. Romney konnte 44 Prozent der Wählerinnen für sich gewinnen, die einen Wähleranteil von 53 Prozent auf sich vereinten. Im Vergleich dazu sprachen sich 45 Prozent der Männer für Obama aus, hingegen 52 Prozent für den republikanischen Herausforderer. Auch bei Homosexuellen konnte sich Amtsinhaber Obama klar durchsetzen. Mit am größten war Obamas Zustimmung überdies in großflächig urbanisierten Gebieten, während Romney in ländlichen Gebieten meist eine klare Stimmenmehrheit erzielte.
Obamas letztlicher Sieg fiel damit deutlicher aus als in den meisten Umfragen prognostiziert, die ein äußerst knappes Rennen vorhersahen.
Auf Grundlage der Wahlergebnisse trat das Wahlmännergremium am 17. Dezember 2012 zusammen und wählte Barack Obama erneut zum Präsidenten und seinen Stellvertreter Joe Biden erneut zum Vizepräsidenten mit 332 der insgesamt 538 Stimmen des Gremiums. Am 20. Januar 2013 legten Obama und Biden gemäß der Verfassung erneut den Amtseid ab. Da dieser Tag auf einen Sonntag fiel, fanden die Feierlichkeiten zur Amtseinführung am darauffolgenden Montag statt.
Barack Obama ist nach James Madison im Jahr 1812 und Franklin D. Roosevelt in den Jahren 1940 und 1944 erst der dritte US-Präsident, der bei seiner (erfolgreichen) Wiederwahl unter dem Ergebnis der ersten Kandidatur blieb. Bei Roosevelt handelte es sich allerdings um die zweite und dritte Wiederwahl, wo er nicht die Werte seiner beiden vorigen Wahlsiege erreichte (die verfassungsrechtliche Beschränkung der Amtszeiten galt erst seit 1951). Andrew Jackson erhielt 1832 prozentual weniger Stimmen bei der Volkswahl, jedoch mehr Wahlmänner als bei seinem ersten Wahlerfolg 1828. Woodrow Wilson hingegen konnte bei seiner Bestätigung 1916 mehr Stimmen als 1912 erringen, während das Ergebnis im Wahlmännergremium wesentlich knapper ausfiel als vier Jahre zuvor.
Darüber hinaus war Obama der erste demokratische Präsidentschaftskandidat seit Franklin D. Roosevelt 1944, der zweimal eine absolute Mehrheit der Wählerstimmen auf sich vereinen konnte. Seit Roosevelt war er nach Lyndon B. Johnson 1964 und Jimmy Carter 1976 erst der dritte Demokrat, der überhaupt eine absolute Mehrheit der Stimmen erhielt (Harry S. Truman 1948, John F. Kennedy 1960 und Bill Clinton 1992 und 1996 wurden nur mit einer relativen Mehrheit im Popular Vote gewählt).
Die Republikaner verloren sowohl den Heimatstaat Mitt Romneys (Massachusetts) als auch den von Paul Ryan (Wisconsin). Romney verlor Massachusetts mit mehr als 23 Prozentpunkten Rückstand, was seit John C. Frémont in der Wahl im Jahr 1856 das schlechteste Ergebnis für einen Kandidaten einer größeren Volkspartei in dessen Heimatstaat darstellte. Im Gegensatz zu Frémont schaffte es Romney auch nicht, ein County in seinem Staat zu gewinnen. In den Bundesstaaten Utah, Oklahoma und West Virginia gewann Mitt Romney die meisten Stimmen in jedem County, Obama gelang dies in den Bundesstaaten Vermont, Massachusetts, Rhode Island und Hawaii.

### Kritik am Wahlablauf
Noch während der Wahl äußerte sich der von der OSZE als Wahlbeobachter entsandte Bundestagsabgeordnete Jürgen Klimke (CDU) kritisch zum Wahlprozess. So sei es nur begrenzt möglich gewesen, Wahllokale zu besuchen, und die Registrierung der Wähler sei oftmals nicht so nachvollziehbar, wie es in Deutschland oder anderen Ländern der Fall sei. Außerdem seien die teils langen Wartezeiten vor den Wahllokalen von über einer Stunde unzumutbar, ebenso indirekte Wahlbeeinflussung durch Bilder vom amtierenden US-Präsidenten Obama in manchen Wahllokalen.

### Wahlergebnisse nach Bundesstaat
| Bundesstaat | Bundesstaat             | Barack Obama Demokraten | Barack Obama Demokraten | Barack Obama Demokraten | Mitt Romney Republikaner | Mitt Romney Republikaner | Mitt Romney Republikaner | Andere Kandidaten | Andere Kandidaten | Stimmen gesamt | Vorsprung | Vorsprung | Q.     |
| Bundesstaat | Bundesstaat             | Stimmen                 | %                       | Wahlleute               | Stimmen                  | %                        | Wahlleute                | Stimmen           | %                 | Stimmen gesamt | Stimmen   | %         | Q.     |
| ----------- | ----------------------- | ----------------------- | ----------------------- | ----------------------- | ------------------------ | ------------------------ | ------------------------ | ----------------- | ----------------- | -------------- | --------- | --------- | ------ |
|             | Alabama                 | 795.696                 | 38,4                    | –                       | 1.255.925                | 60,5                     | 9                        | 22.717            | 1,1               | 2.074.338      | 460.229   | 22,2      | [ 45 ] |
|             | Alaska                  | 122.640                 | 41,2                    | –                       | 164.676                  | 55,3                     | 3                        | 10.309            | 3,5               | 297.625        | 42.036    | 14,1      | [ 46 ] |
|             | Arizona                 | 1.025.232               | 44,6                    | –                       | 1.233.654                | 53,7                     | 11                       | 40.368            | 1,8               | 2.299.254      | 208.422   | 9,1       | [ 47 ] |
|             | Arkansas                | 394.409                 | 36,9                    | –                       | 647.744                  | 60,6                     | 6                        | 27.315            | 2,6               | 1.069.468      | 253.335   | 23,7      | [ 48 ] |
|             | Colorado                | 1.322.998               | 51,5                    | 9                       | 1.185.050                | 46,1                     | –                        | 61.169            | 2,4               | 2.569.217      | 137.948   | 5,4       | [ 49 ] |
|             | Connecticut             | 905.083                 | 58,1                    | 7                       | 634.892                  | 40,7                     | –                        | 18.985            | 1,2               | 1.558.960      | 270.191   | 17,3      | [ 50 ] |
|             | Delaware                | 242.584                 | 58,6                    | 3                       | 165.484                  | 40,0                     | –                        | 5.853             | 1,4               | 413.921        | 77.100    | 18,6      | [ 51 ] |
|             | District of Columbia    | 267.070                 | 90,9                    | 3                       | 21.381                   | 7,3                      | –                        | 5.313             | 1,8               | 293.764        | 245.689   | 83,6      | [ 52 ] |
|             | Florida                 | 4.237.756               | 50,0                    | 29                      | 4.163.447                | 49,1                     | –                        | 72.976            | 0,9               | 8.474.179      | 74.309    | 0,9       | [ 53 ] |
|             | Georgia                 | 1.773.827               | 45,5                    | –                       | 2.078.688                | 53,3                     | 16                       | 45.324            | 1,2               | 3.897.839      | 304.861   | 7,8       | [ 54 ] |
|             | Hawaii                  | 306.658                 | 70,5                    | 4                       | 121.015                  | 27,8                     | –                        | 7.024             | 1,6               | 434.697        | 185.643   | 42,7      | [ 55 ] |
|             | Idaho                   | 212.787                 | 32,6                    | –                       | 420.911                  | 64,5                     | 4                        | 18.576            | 2,8               | 652.274        | 208.124   | 31,9      | [ 56 ] |
|             | Illinois                | 3.019.512               | 57,6                    | 20                      | 2.135.216                | 40,7                     | –                        | 86.451            | 1,6               | 5.241.179      | 884.296   | 16,9      | [ 57 ] |
|             | Indiana                 | 1.152.887               | 43,9                    | –                       | 1.420.543                | 54,1                     | 11                       | 51.104            | 1,9               | 2.624.534      | 267.656   | 10,2      | [ 58 ] |
|             | Iowa                    | 822.544                 | 52,2                    | 6                       | 730.617                  | 46,4                     | –                        | 21.577            | 1,4               | 1.574.738      | 91.927    | 5,8       | [ 59 ] |
|             | Kalifornien             | 7.854.285               | 60,2                    | 55                      | 4.839.958                | 37,1                     | –                        | 344.304           | 2,6               | 13.038.547     | 3.014.327 | 23,1      | [ 60 ] |
|             | Kansas                  | 440.726                 | 38,0                    | –                       | 692.634                  | 59,8                     | 6                        | 25.473            | 2,2               | 1.158.833      | 251.908   | 21,7      | [ 61 ] |
|             | Kentucky                | 679.370                 | 37,8                    | –                       | 1.087.190                | 60,5                     | 8                        | 30.652            | 1,7               | 1.797.212      | 407.820   | 22,7      | [ 62 ] |
|             | Louisiana               | 809.141                 | 40,6                    | –                       | 1.152.262                | 57,8                     | 8                        | 32.662            | 1,6               | 1.994.065      | 343.121   | 17,2      | [ 63 ] |
|             | Maine                   | 401.306                 | 56,4                    | 2                       | 292.276                  | 41,1                     | –                        | 17.471            | 2,5               | 711.053        | 109.030   | 15,3      | [ 64 ] |
|             | Maine (1st District)    | 223.035                 | 59,6                    | 1                       | 142.937                  | 38,2                     | –                        | 8.447             | 2,3               | 374.419        | 80.098    | 21,4      | [ 64 ] |
|             | Maine (2nd District)    | 177.998                 | 52,9                    | 1                       | 149.215                  | 44,4                     | –                        | 9.013             | 2,7               | 336.226        | 28.783    | 8,6       | [ 64 ] |
|             | Maryland                | 1.677.844               | 62,2                    | 10                      | 971.869                  | 36,0                     | –                        | 48.845            | 1,8               | 2.698.558      | 705.975   | 26,2      | [ 65 ] |
|             | Massachusetts           | 1.921.290               | 60,8                    | 11                      | 1.188.314                | 37,6                     | –                        | 51.611            | 1,6               | 3.161.215      | 732.976   | 23,2      | [ 66 ] |
|             | Michigan                | 2.564.569               | 54,2                    | 16                      | 2.115.256                | 44,7                     | –                        | 51.136            | 1,1               | 4.730.961      | 449.313   | 9,5       | [ 67 ] |
|             | Minnesota               | 1.546.167               | 52,8                    | 10                      | 1.320.225                | 45,1                     | –                        | 59.636            | 2,0               | 2.926.028      | 225.942   | 7,7       | [ 68 ] |
|             | Mississippi             | 562.949                 | 43,8                    | –                       | 710.746                  | 55,3                     | 6                        | 11.889            | 0,9               | 1.285.584      | 147.797   | 11,5      | [ 69 ] |
|             | Missouri                | 1.223.796               | 44,4                    | –                       | 1.482.440                | 53,8                     | 10                       | 51.087            | 1,9               | 2.757.323      | 258.644   | 9,4       | [ 70 ] |
|             | Montana                 | 201.839                 | 41,7                    | –                       | 267.928                  | 55,4                     | 3                        | 14.165            | 2,9               | 483.932        | 66.089    | 13,7      | [ 71 ] |
|             | Nebraska                | 302.081                 | 38,2                    | –                       | 475.064                  | 60,1                     | 2                        | 13.517            | 1,7               | 790.662        | 172.983   | 21,9      | [ 72 ] |
|             | Nebraska (1st District) | 108.082                 | 40,8                    | –                       | 152.021                  | 57,4                     | 1                        | 4.609             | 1,7               | 264.712        | 43.939    | 16,6      | [ 72 ] |
|             | Nebraska (2nd District) | 121.889                 | 45,7                    | –                       | 140.976                  | 52,9                     | 1                        | 3.862             | 1,4               | 266.727        | 19.087    | 7,2       | [ 72 ] |
|             | Nebraska (3rd District) | 72.110                  | 27,8                    | –                       | 182.067                  | 70,2                     | 1                        | 5.046             | 1,9               | 259.223        | 109.957   | 42,4      | [ 72 ] |
|             | Nevada                  | 531.373                 | 52,7                    | 6                       | 463.567                  | 45,9                     | –                        | 14.208            | 1,4               | 1.009.148      | 67.806    | 6,7       | [ 73 ] |
|             | New Hampshire           | 369.561                 | 52,2                    | 4                       | 329.918                  | 46,6                     | –                        | 8.920             | 1,3               | 708.399        | 39.643    | 5,6       | [ 74 ] |
|             | New Jersey              | 2.122.786               | 58,3                    | 14                      | 1.478.088                | 40,6                     | –                        | 37.625            | 1,0               | 3.638.499      | 644.698   | 17,7      | [ 75 ] |
|             | New Mexico              | 415.335                 | 53,0                    | 5                       | 335.788                  | 42,8                     | –                        | 32.634            | 4,2               | 783.757        | 79.547    | 10,1      | [ 76 ] |
|             | New York                | 4.159.441               | 62,5                    | 29                      | 2.401.799                | 36,1                     | –                        | 91.034            | 1,4               | 6.652.274      | 1.757.642 | 26,4      | [ 77 ] |
|             | North Carolina          | 2.178.391               | 48,5                    | –                       | 2.270.395                | 50,5                     | 15                       | 45.134            | 1,0               | 4.493.920      | 92.004    | 2,0       | [ 78 ] |
|             | North Dakota            | 124.996                 | 38,7                    | –                       | 188.320                  | 58,3                     | 3                        | 9.646             | 3,0               | 322.962        | 63.324    | 19,6      | [ 79 ] |
|             | Ohio                    | 2.827.621               | 50,7                    | 18                      | 2.661.407                | 47,7                     | –                        | 91.794            | 1,6               | 5.580.822      | 166.214   | 3,0       | [ 80 ] |
|             | Oklahoma                | 443.547                 | 33,2                    | –                       | 891.325                  | 66,8                     | 7                        | –                 | –                 | 1.334.872      | 447.778   | 33,5      | [ 81 ] |
|             | Oregon                  | 970.488                 | 54,6                    | 7                       | 754.175                  | 42,5                     | –                        | 51.332            | 2,9               | 1.775.995      | 216.313   | 12,2      | [ 82 ] |
|             | Pennsylvania            | 2.990.274               | 52,1                    | 20                      | 2.680.434                | 46,7                     | –                        | 70.782            | 1,2               | 5.741.490      | 309.840   | 5,4       | [ 83 ] |
|             | Rhode Island            | 279.677                 | 62,7                    | 4                       | 157.204                  | 35,2                     | –                        | 9.168             | 2,1               | 446.049        | 122.473   | 27,5      | [ 84 ] |
|             | South Carolina          | 865.941                 | 44,1                    | –                       | 1.071.645                | 54,6                     | 9                        | 26.532            | 1,4               | 1.964.118      | 205.704   | 10,5      | [ 85 ] |
|             | South Dakota            | 145.039                 | 39,9                    | –                       | 210.610                  | 57,9                     | 3                        | 8.166             | 2,2               | 363.815        | 65.571    | 18,0      | [ 86 ] |
|             | Tennessee               | 960.709                 | 39,1                    | –                       | 1.462.330                | 59,5                     | 11                       | 35.538            | 1,4               | 2.458.577      | 501.621   | 20,4      | [ 87 ] |
|             | Texas                   | 3.308.124               | 41,4                    | –                       | 4.569.843                | 57,2                     | 38                       | 115.884           | 1,4               | 7.993.851      | 1.261.719 | 15,8      | [ 88 ] |
|             | Utah                    | 251.813                 | 24,8                    | –                       | 740.600                  | 72,8                     | 6                        | 24.595            | 2,4               | 1.017.008      | 488.787   | 48,1      | [ 89 ] |
|             | Vermont                 | 199.239                 | 66,6                    | 3                       | 92.698                   | 31,0                     | –                        | 7.353             | 2,5               | 299.290        | 106.541   | 35,6      | [ 90 ] |
|             | Virginia                | 1.971.820               | 51,3                    | 13                      | 1.822.522                | 47,4                     | –                        | 52.901            | 1,4               | 3.847.243      | 149.298   | 3,9       | [ 91 ] |
|             | Washington              | 1.755.396               | 56,2                    | 12                      | 1.290.670                | 41,3                     | –                        | 79.450            | 2,5               | 3.125.516      | 464.726   | 14,9      | [ 92 ] |
|             | West Virginia           | 238.230                 | 35,5                    | –                       | 417.584                  | 62,3                     | 5                        | 14.742            | 2,2               | 670.556        | 179.354   | 26,7      | [ 93 ] |
|             | Wisconsin               | 1.620.985               | 52,8                    | 10                      | 1.407.966                | 45,9                     | –                        | 39.483            | 1,3               | 3.068.434      | 213.019   | 6,9       | [ 94 ] |
|             | Wyoming                 | 69.286                  | 28,0                    | –                       | 170.962                  | 69,2                     | 3                        | 6.778             | 2,7               | 247.026        | 101.676   | 41,2      | [ 95 ] |